# 1869
Portal Geschichte | Portal Biografien | Aktuelle Ereignisse | Jahreskalender | Tagesartikel

◄ |
18. Jahrhundert |
19. Jahrhundert
| 20. Jahrhundert | ►

◄ |
1830er |
1840er |
1850er |
1860er
| 1870er | 1880er | 1890er | ►

◄◄ |
◄ |
1865 |
1866 |
1867 |
1868 |
1869
| 1870 | 1871 | 1872 | 1873 | ► | ►►
Staatsoberhäupter · Wahlen · Nekrolog · Kunstjahr · Literaturjahr · Musikjahr   · Sportjahr
| Januar | Januar | Januar | Januar | Januar | Januar | Januar | Januar |
| Kw     | Mo     | Di     | Mi     | Do     | Fr     | Sa     | So     |
| ------ | ------ | ------ | ------ | ------ | ------ | ------ | ------ |
| 53     |        |        |        |        | 1      | 2      | 3      |
| 1      | 4      | 5      | 6      | 7      | 8      | 9      | 10     |
| 2      | 11     | 12     | 13     | 14     | 15     | 16     | 17     |
| 3      | 18     | 19     | 20     | 21     | 22     | 23     | 24     |
| 4      | 25     | 26     | 27     | 28     | 29     | 30     | 31     |

| Februar | Februar | Februar | Februar | Februar | Februar | Februar | Februar |
| Kw      | Mo      | Di      | Mi      | Do      | Fr      | Sa      | So      |
| ------- | ------- | ------- | ------- | ------- | ------- | ------- | ------- |
| 5       | 1       | 2       | 3       | 4       | 5       | 6       | 7       |
| 6       | 8       | 9       | 10      | 11      | 12      | 13      | 14      |
| 7       | 15      | 16      | 17      | 18      | 19      | 20      | 21      |
| 8       | 22      | 23      | 24      | 25      | 26      | 27      | 28      |

| März | März | März | März | März | März | März | März |
| Kw   | Mo   | Di   | Mi   | Do   | Fr   | Sa   | So   |
| ---- | ---- | ---- | ---- | ---- | ---- | ---- | ---- |
| 9    | 1    | 2    | 3    | 4    | 5    | 6    | 7    |
| 10   | 8    | 9    | 10   | 11   | 12   | 13   | 14   |
| 11   | 15   | 16   | 17   | 18   | 19   | 20   | 21   |
| 12   | 22   | 23   | 24   | 25   | 26   | 27   | 28   |
| 13   | 29   | 30   | 31   |      |      |      |      |

| April | April | April | April | April | April | April | April |
| Kw    | Mo    | Di    | Mi    | Do    | Fr    | Sa    | So    |
| ----- | ----- | ----- | ----- | ----- | ----- | ----- | ----- |
| 13    |       |       |       | 1     | 2     | 3     | 4     |
| 14    | 5     | 6     | 7     | 8     | 9     | 10    | 11    |
| 15    | 12    | 13    | 14    | 15    | 16    | 17    | 18    |
| 16    | 19    | 20    | 21    | 22    | 23    | 24    | 25    |
| 17    | 26    | 27    | 28    | 29    | 30    |       |       |

| Mai | Mai | Mai | Mai | Mai | Mai | Mai | Mai |
| Kw  | Mo  | Di  | Mi  | Do  | Fr  | Sa  | So  |
| --- | --- | --- | --- | --- | --- | --- | --- |
| 17  |     |     |     |     |     | 1   | 2   |
| 18  | 3   | 4   | 5   | 6   | 7   | 8   | 9   |
| 19  | 10  | 11  | 12  | 13  | 14  | 15  | 16  |
| 20  | 17  | 18  | 19  | 20  | 21  | 22  | 23  |
| 21  | 24  | 25  | 26  | 27  | 28  | 29  | 30  |
| 22  | 31  |     |     |     |     |     |     |

| Juni | Juni | Juni | Juni | Juni | Juni | Juni | Juni |
| Kw   | Mo   | Di   | Mi   | Do   | Fr   | Sa   | So   |
| ---- | ---- | ---- | ---- | ---- | ---- | ---- | ---- |
| 22   |      | 1    | 2    | 3    | 4    | 5    | 6    |
| 23   | 7    | 8    | 9    | 10   | 11   | 12   | 13   |
| 24   | 14   | 15   | 16   | 17   | 18   | 19   | 20   |
| 25   | 21   | 22   | 23   | 24   | 25   | 26   | 27   |
| 26   | 28   | 29   | 30   |      |      |      |      |

| Juli | Juli | Juli | Juli | Juli | Juli | Juli | Juli |
| Kw   | Mo   | Di   | Mi   | Do   | Fr   | Sa   | So   |
| ---- | ---- | ---- | ---- | ---- | ---- | ---- | ---- |
| 26   |      |      |      | 1    | 2    | 3    | 4    |
| 27   | 5    | 6    | 7    | 8    | 9    | 10   | 11   |
| 28   | 12   | 13   | 14   | 15   | 16   | 17   | 18   |
| 29   | 19   | 20   | 21   | 22   | 23   | 24   | 25   |
| 30   | 26   | 27   | 28   | 29   | 30   | 31   |      |

| August | August | August | August | August | August | August | August |
| Kw     | Mo     | Di     | Mi     | Do     | Fr     | Sa     | So     |
| ------ | ------ | ------ | ------ | ------ | ------ | ------ | ------ |
| 30     |        |        |        |        |        |        | 1      |
| 31     | 2      | 3      | 4      | 5      | 6      | 7      | 8      |
| 32     | 9      | 10     | 11     | 12     | 13     | 14     | 15     |
| 33     | 16     | 17     | 18     | 19     | 20     | 21     | 22     |
| 34     | 23     | 24     | 25     | 26     | 27     | 28     | 29     |
| 35     | 30     | 31     |        |        |        |        |        |

| September | September | September | September | September | September | September | September |
| Kw        | Mo        | Di        | Mi        | Do        | Fr        | Sa        | So        |
| --------- | --------- | --------- | --------- | --------- | --------- | --------- | --------- |
| 35        |           |           | 1         | 2         | 3         | 4         | 5         |
| 36        | 6         | 7         | 8         | 9         | 10        | 11        | 12        |
| 37        | 13        | 14        | 15        | 16        | 17        | 18        | 19        |
| 38        | 20        | 21        | 22        | 23        | 24        | 25        | 26        |
| 39        | 27        | 28        | 29        | 30        |           |           |           |

| Oktober | Oktober | Oktober | Oktober | Oktober | Oktober | Oktober | Oktober |
| Kw      | Mo      | Di      | Mi      | Do      | Fr      | Sa      | So      |
| ------- | ------- | ------- | ------- | ------- | ------- | ------- | ------- |
| 39      |         |         |         |         | 1       | 2       | 3       |
| 40      | 4       | 5       | 6       | 7       | 8       | 9       | 10      |
| 41      | 11      | 12      | 13      | 14      | 15      | 16      | 17      |
| 42      | 18      | 19      | 20      | 21      | 22      | 23      | 24      |
| 43      | 25      | 26      | 27      | 28      | 29      | 30      | 31      |

| November | November | November | November | November | November | November | November |
| Kw       | Mo       | Di       | Mi       | Do       | Fr       | Sa       | So       |
| -------- | -------- | -------- | -------- | -------- | -------- | -------- | -------- |
| 44       | 1        | 2        | 3        | 4        | 5        | 6        | 7        |
| 45       | 8        | 9        | 10       | 11       | 12       | 13       | 14       |
| 46       | 15       | 16       | 17       | 18       | 19       | 20       | 21       |
| 47       | 22       | 23       | 24       | 25       | 26       | 27       | 28       |
| 48       | 29       | 30       |          |          |          |          |          |

| Dezember | Dezember | Dezember | Dezember | Dezember | Dezember | Dezember | Dezember |
| Kw       | Mo       | Di       | Mi       | Do       | Fr       | Sa       | So       |
| -------- | -------- | -------- | -------- | -------- | -------- | -------- | -------- |
| 48       |          |          | 1        | 2        | 3        | 4        | 5        |
| 49       | 6        | 7        | 8        | 9        | 10       | 11       | 12       |
| 50       | 13       | 14       | 15       | 16       | 17       | 18       | 19       |
| 51       | 20       | 21       | 22       | 23       | 24       | 25       | 26       |
| 52       | 27       | 28       | 29       | 30       | 31       |          |          |

| Januar | Januar | Januar | Januar | Januar | Januar | Januar | Januar |
| Kw     | Mo     | Di     | Mi     | Do     | Fr     | Sa     | So     |
| ------ | ------ | ------ | ------ | ------ | ------ | ------ | ------ |
| 53     |        |        |        |        | 1      | 2      | 3      |
| 1      | 4      | 5      | 6      | 7      | 8      | 9      | 10     |
| 2      | 11     | 12     | 13     | 14     | 15     | 16     | 17     |
| 3      | 18     | 19     | 20     | 21     | 22     | 23     | 24     |
| 4      | 25     | 26     | 27     | 28     | 29     | 30     | 31     |

| Februar | Februar | Februar | Februar | Februar | Februar | Februar | Februar |
| Kw      | Mo      | Di      | Mi      | Do      | Fr      | Sa      | So      |
| ------- | ------- | ------- | ------- | ------- | ------- | ------- | ------- |
| 5       | 1       | 2       | 3       | 4       | 5       | 6       | 7       |
| 6       | 8       | 9       | 10      | 11      | 12      | 13      | 14      |
| 7       | 15      | 16      | 17      | 18      | 19      | 20      | 21      |
| 8       | 22      | 23      | 24      | 25      | 26      | 27      | 28      |

| März | März | März | März | März | März | März | März |
| Kw   | Mo   | Di   | Mi   | Do   | Fr   | Sa   | So   |
| ---- | ---- | ---- | ---- | ---- | ---- | ---- | ---- |
| 9    | 1    | 2    | 3    | 4    | 5    | 6    | 7    |
| 10   | 8    | 9    | 10   | 11   | 12   | 13   | 14   |
| 11   | 15   | 16   | 17   | 18   | 19   | 20   | 21   |
| 12   | 22   | 23   | 24   | 25   | 26   | 27   | 28   |
| 13   | 29   | 30   | 31   |      |      |      |      |

| April | April | April | April | April | April | April | April |
| Kw    | Mo    | Di    | Mi    | Do    | Fr    | Sa    | So    |
| ----- | ----- | ----- | ----- | ----- | ----- | ----- | ----- |
| 13    |       |       |       | 1     | 2     | 3     | 4     |
| 14    | 5     | 6     | 7     | 8     | 9     | 10    | 11    |
| 15    | 12    | 13    | 14    | 15    | 16    | 17    | 18    |
| 16    | 19    | 20    | 21    | 22    | 23    | 24    | 25    |
| 17    | 26    | 27    | 28    | 29    | 30    |       |       |

| Mai | Mai | Mai | Mai | Mai | Mai | Mai | Mai |
| Kw  | Mo  | Di  | Mi  | Do  | Fr  | Sa  | So  |
| --- | --- | --- | --- | --- | --- | --- | --- |
| 17  |     |     |     |     |     | 1   | 2   |
| 18  | 3   | 4   | 5   | 6   | 7   | 8   | 9   |
| 19  | 10  | 11  | 12  | 13  | 14  | 15  | 16  |
| 20  | 17  | 18  | 19  | 20  | 21  | 22  | 23  |
| 21  | 24  | 25  | 26  | 27  | 28  | 29  | 30  |
| 22  | 31  |     |     |     |     |     |     |

| Juni | Juni | Juni | Juni | Juni | Juni | Juni | Juni |
| Kw   | Mo   | Di   | Mi   | Do   | Fr   | Sa   | So   |
| ---- | ---- | ---- | ---- | ---- | ---- | ---- | ---- |
| 22   |      | 1    | 2    | 3    | 4    | 5    | 6    |
| 23   | 7    | 8    | 9    | 10   | 11   | 12   | 13   |
| 24   | 14   | 15   | 16   | 17   | 18   | 19   | 20   |
| 25   | 21   | 22   | 23   | 24   | 25   | 26   | 27   |
| 26   | 28   | 29   | 30   |      |      |      |      |

| Juli | Juli | Juli | Juli | Juli | Juli | Juli | Juli |
| Kw   | Mo   | Di   | Mi   | Do   | Fr   | Sa   | So   |
| ---- | ---- | ---- | ---- | ---- | ---- | ---- | ---- |
| 26   |      |      |      | 1    | 2    | 3    | 4    |
| 27   | 5    | 6    | 7    | 8    | 9    | 10   | 11   |
| 28   | 12   | 13   | 14   | 15   | 16   | 17   | 18   |
| 29   | 19   | 20   | 21   | 22   | 23   | 24   | 25   |
| 30   | 26   | 27   | 28   | 29   | 30   | 31   |      |

| August | August | August | August | August | August | August | August |
| Kw     | Mo     | Di     | Mi     | Do     | Fr     | Sa     | So     |
| ------ | ------ | ------ | ------ | ------ | ------ | ------ | ------ |
| 30     |        |        |        |        |        |        | 1      |
| 31     | 2      | 3      | 4      | 5      | 6      | 7      | 8      |
| 32     | 9      | 10     | 11     | 12     | 13     | 14     | 15     |
| 33     | 16     | 17     | 18     | 19     | 20     | 21     | 22     |
| 34     | 23     | 24     | 25     | 26     | 27     | 28     | 29     |
| 35     | 30     | 31     |        |        |        |        |        |

| September | September | September | September | September | September | September | September |
| Kw        | Mo        | Di        | Mi        | Do        | Fr        | Sa        | So        |
| --------- | --------- | --------- | --------- | --------- | --------- | --------- | --------- |
| 35        |           |           | 1         | 2         | 3         | 4         | 5         |
| 36        | 6         | 7         | 8         | 9         | 10        | 11        | 12        |
| 37        | 13        | 14        | 15        | 16        | 17        | 18        | 19        |
| 38        | 20        | 21        | 22        | 23        | 24        | 25        | 26        |
| 39        | 27        | 28        | 29        | 30        |           |           |           |

| Oktober | Oktober | Oktober | Oktober | Oktober | Oktober | Oktober | Oktober |
| Kw      | Mo      | Di      | Mi      | Do      | Fr      | Sa      | So      |
| ------- | ------- | ------- | ------- | ------- | ------- | ------- | ------- |
| 39      |         |         |         |         | 1       | 2       | 3       |
| 40      | 4       | 5       | 6       | 7       | 8       | 9       | 10      |
| 41      | 11      | 12      | 13      | 14      | 15      | 16      | 17      |
| 42      | 18      | 19      | 20      | 21      | 22      | 23      | 24      |
| 43      | 25      | 26      | 27      | 28      | 29      | 30      | 31      |

| November | November | November | November | November | November | November | November |
| Kw       | Mo       | Di       | Mi       | Do       | Fr       | Sa       | So       |
| -------- | -------- | -------- | -------- | -------- | -------- | -------- | -------- |
| 44       | 1        | 2        | 3        | 4        | 5        | 6        | 7        |
| 45       | 8        | 9        | 10       | 11       | 12       | 13       | 14       |
| 46       | 15       | 16       | 17       | 18       | 19       | 20       | 21       |
| 47       | 22       | 23       | 24       | 25       | 26       | 27       | 28       |
| 48       | 29       | 30       |          |          |          |          |          |

| Dezember | Dezember | Dezember | Dezember | Dezember | Dezember | Dezember | Dezember |
| Kw       | Mo       | Di       | Mi       | Do       | Fr       | Sa       | So       |
| -------- | -------- | -------- | -------- | -------- | -------- | -------- | -------- |
| 48       |          |          | 1        | 2        | 3        | 4        | 5        |
| 49       | 6        | 7        | 8        | 9        | 10       | 11       | 12       |
| 50       | 13       | 14       | 15       | 16       | 17       | 18       | 19       |
| 51       | 20       | 21       | 22       | 23       | 24       | 25       | 26       |
| 52       | 27       | 28       | 29       | 30       | 31       |          |          |

## Ereignisse

### Politik und Weltgeschehen

#### Schweiz
- 1. Januar: Emil Welti wird Bundespräsident der Schweiz.

- DL: 14
- FL: 57
- LM: 30
- ER: 3
- KK: 24

- 31. Oktober: Bei den Schweizer Parlamentswahlen 1869 können die Freisinnigen (bzw. Radikal-Liberalen) zwar zulegen, verfehlen aber die absolute Mehrheit, während die gemäßigten Liberalen zugunsten der Demokraten und Katholisch-Konservativen einbüßen. Die Wahlen sind erstmals von der Herausbildung förmlicher Wahlprogramme geprägt, die Auswirkungen auf die politische Willensbildung in der gesamten Schweiz haben. Die Wahlkämpfe beschränken sich nicht mehr auf Rivalitäten innerhalb der Kantone und die noch immer lose organisierten politischen Gruppierungen begnügen sich nicht mehr damit, sich lediglich der Treue ihrer Anhänger zu versichern. Hauptgrund dieser Entwicklung ist die bevorstehende Revision der schweizerischen Bundesverfassung, die die Eidgenossenschaft polarisiert. Dabei stehen sich die Anhänger einer Totalrevision im zentralistischen Sinne und die föderalistisch gesinnten Befürworter einer Teilrevision gegenüber. Das neu gewählte Parlament tritt erstmals am 6. Dezember zusammen.

#### Norddeutscher Bund
- 30. Januar: Nach einer Rede Otto von Bismarcks im Preußischen Abgeordnetenhaus, in der er die Worte bösartige Reptilien verwendet, wird hinterher der Begriff Reptilienfonds geprägt.
- 15. März: In Preußen wird der Judeneid, den Juden in Rechtsstreitigkeiten mit Nichtjuden in einer von christlicher Seite vorgeschriebenen, häufig diskriminierenden Form zu leisten hatten, abgeschafft.
- 7. August: In Eisenach wird auf Initiative von August Bebel und Wilhelm Liebknecht der Gründungskongress zur Sozialdemokratischen Arbeiterpartei (SDAP) eröffnet, aus der die deutsche SPD hervorgeht. Bebel wird zum Vorsitzenden gewählt.
- Mitte August: Moabiter Klostersturm

#### Österreich-Ungarn

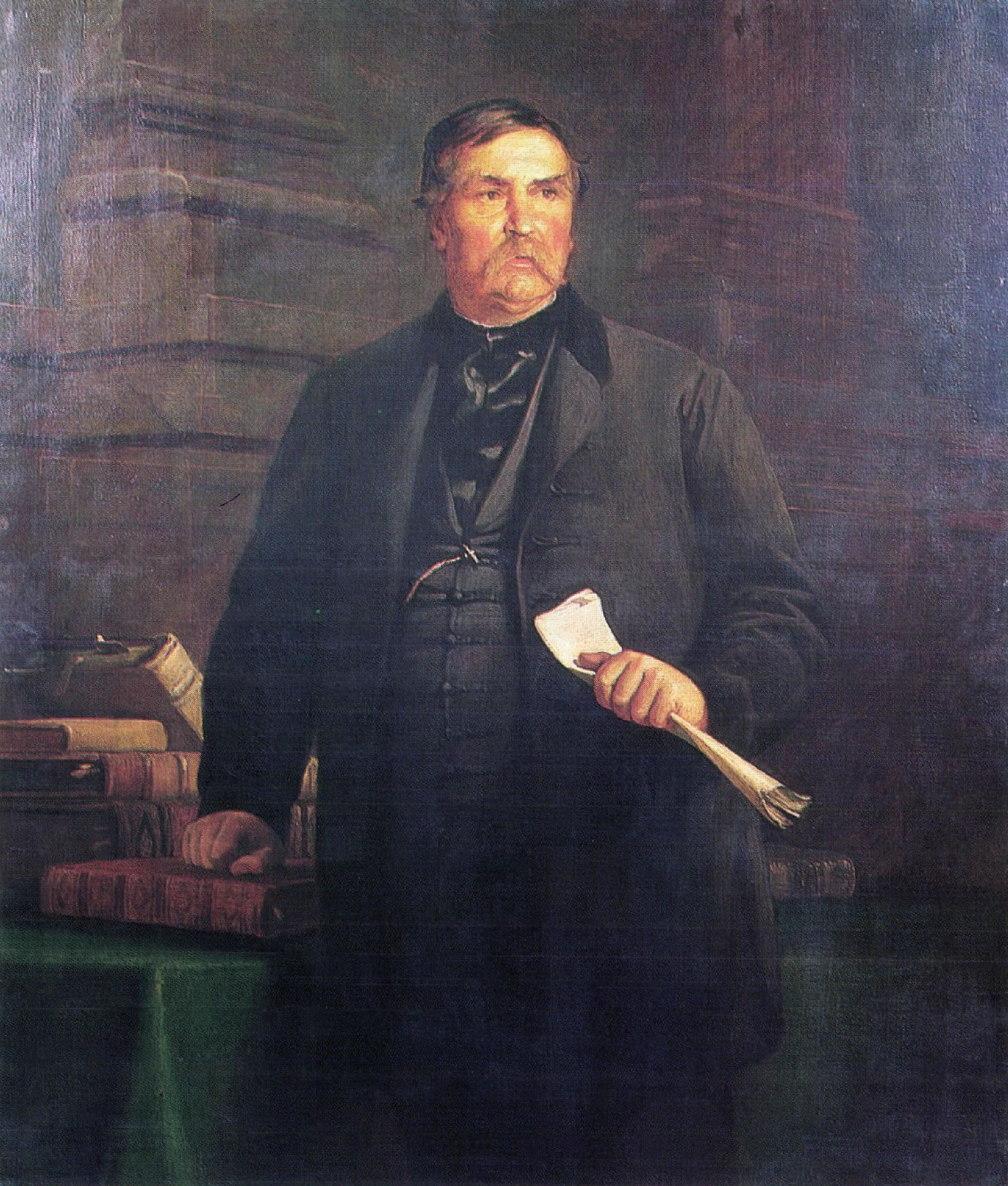
Ferenc Deák 1869

- 9. bis 13. März: Mit der Parlamentswahl in Ungarn 1869 in Transleithanien wird der Ungarische Reichstag nach dem Klassenwahlrecht neu besetzt. Es ist die erste Wahl in Ungarn innerhalb Österreich-Ungarns. Die wichtigsten Themen sind die Legitimierung des österreichisch-ungarischen Ausgleichs von 1867 und die Stabilisierung der neuen Doppelmonarchie. Das Ergebnis der Wahl ist ein Sieg der Deák-Partei von Ferenc Deák, die 235 der 420 Sitze gewinnt.
- 13. Mai: Per Gesetz wird die kaiserlich-königliche Landwehr als Landstreitkraft der cisleithanischen Reichshälfte der Österreich-Ungarischen Doppelmonarchie gegründet.
- 14. Mai: In Cisleithanien wird mit dem Reichsvolksschulgesetz die achtjährige Schulpflicht eingeführt, die Höchstzahl von Schülern pro Klasse auf 80 begrenzt und der Kirche die Schulaufsicht entzogen.
- 21. Juni: In Wien nimmt das Reichsgericht seine Tätigkeit auf, das Verfassungsgericht in Österreich-Ungarn.
- 13. Dezember: Der Gumpendorfer Arbeiterbildungsverein hält eine Protestkundgebung vor dem Reichsratsgebäude in Wien ab. In der Folge werden die verantwortlichen Organisatoren, unter ihnen Heinrich Oberwinder, Johann Most und Andreas Scheu, unter dem Vorwurf des Hochverrats festgenommen und im Wiener Hochverratsprozess 1870 trotz fehlender Beweise wegen ihrer „staatsgefährdenden“ Gesinnung angeklagt.

#### Spanien

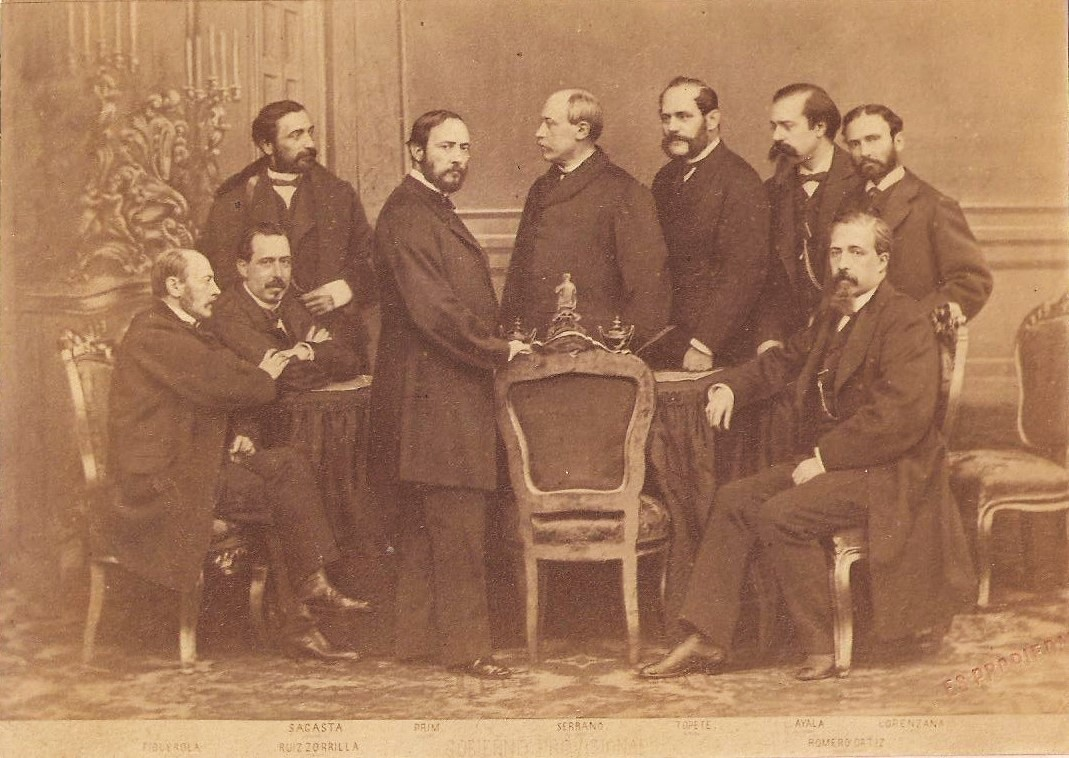
Die spanische Übergangsregierung 1868/69

- 15. bis 18. Januar: Bei den Wahlen zu den Cortes erhalten die Progressisten im Bund mit den gemäßigten Demokraten eine Mehrheit. Am 11. Februar tritt eine Verfassunggebende Versammlung (Cortes Constituyentes) zusammen.
- 6. Juni: Die Demokratische Verfassung der Spanischen Nation (Constitución democrática de la nación española), die eine konstitutionelle Monarchie vorsieht, wird von den Cortes beschlossen.
- 16. Juni: Nach dem Sturz der Königin Isabella II. im Jahr zuvor und dem Inkrafttreten einer neuen spanischen Verfassung wird von den Cortes für eine Übergangszeit Francisco Serrano Domínguez zum Regenten gewählt, der allerdings nur eingeschränkten politischen Einfluss hat. Ministerpräsident wird Juan Prim, der Führer der Progressisten, der damit die eigentlichen Regierungsgeschäfte übernimmt. Weiterhin sucht man nach einem Kandidaten für den spanischen Thron, der auf eine Mehrheit im Parlament hoffen kann.

#### Weitere Ereignisse in Europa
- Im März und April erreicht die Belgische Eisenbahnkrise ihren Höhepunkt. Die französische Compagnie des Chemins de fer de l’Est will seit dem Vorjahr zwei Bahnstrecken im Osten Belgiens übernehmen. Die belgische Regierung vermutet, dass die französische Regierung damit indirekt Einfluss in Belgien erwerben will, und legt dem Parlament einen Gesetzentwurf vor, wonach ausländische Gesellschaften belgische Eisenbahnen nur mit Genehmigung des Staates kaufen oder finanzieren dürfen. Das Gesetz tritt am 23. Februar in Kraft. Frankreich verlangt eine Rücknahme des Gesetzes und verdächtigt Preußen, hinter dem belgischen Widerstand zu stehen. Nach längeren Verhandlungen und Interventionen, an denen auch Preußen und Großbritannien beteiligt sind, lenkt Frankreich am 27. April schließlich ein.
- Der französische Kaiser Napoleon III. unternimmt den Versuch, ein Bündnis mit Österreich-Ungarn und Italien herzustellen. Der Dreibundplan, den sich Frankreich und Österreich-Ungarn bereits verständigt haben, wird dem König von Italien am 20. Mai vorgelegt. Im Herbst tauschen die drei Monarchen Briefe über das Verhandlungsergebnis aus. Napoleon III. und Franz Joseph I. sichern einander zu, vor Verhandlungen mit einer fremden Macht den jeweils anderen zu konsultieren. Nur Napoleon verspricht sofortige Hilfe im Kriegsfall. König Viktor Emanuel II. bleibt bei seinem Wunsch nach einem Dreibund, die Unterzeichnung könne aber nur nach einer Lösung der römischen Frage erfolgen. Danach werden die Verhandlungen zum Dreibund ergebnislos eingestellt.
- Sommer/Herbst: Nach einer neuerlichen Verschärfung der britischen Contagious Diseases Acts wehren sich erstmals Frauen aller Schichten gegen die Erlasse, die Prostituierte kriminalisieren und Polizeibeamten weitgehende Rechte einräumen, Frauen und Mädchen, die scheinbar oder tatsächlich der Prostitution nachgingen, aufzugreifen, sie zu internieren und anzuordnen, dass sie sich einer gynäkologischen Untersuchung zu unterziehen haben, dabei die Kunden aber unbehelligt lassen. Eine von 140 Frauen unterzeichnete Petition zur Abschaffung der Contagious Diseases Acts zählt zu den Gründungsdokumenten des modernen Feminismus. Leitfigur der Kampagne ist Josephine Butler.

#### Amerika
- 26. Februar: Der US-Kongress schlägt einen Zusatzartikel zur US-Verfassung vor, um das Wahlrecht der männlichen Afroamerikaner zu schützen, der am 3. Februar 1870 als 15. Zusatzartikel ratifiziert wird.

Ulysses S. Grant im Weißen Haus

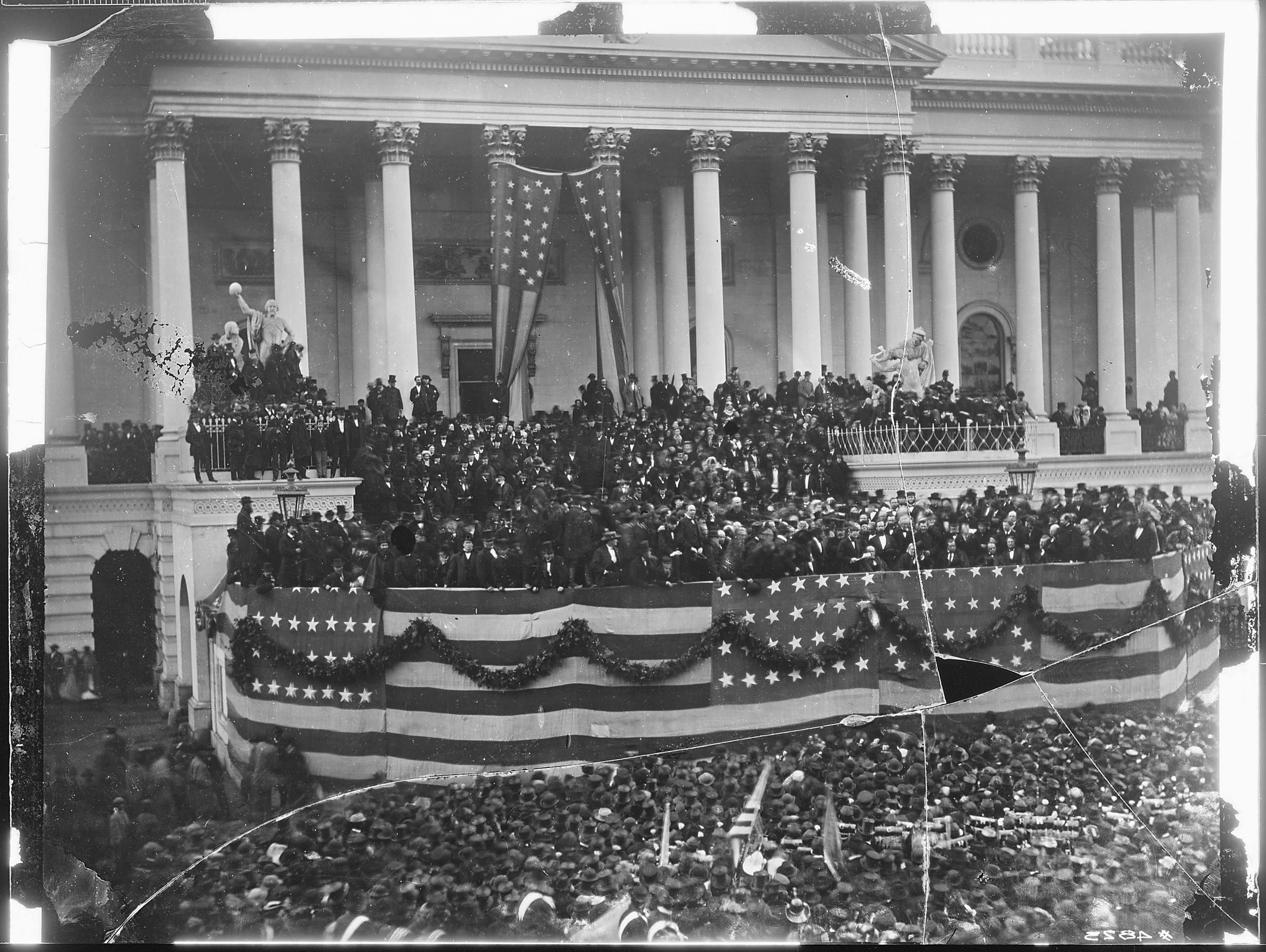
Feierlichkeiten zu Grants Amtseinführung

- 4. März: Ulysses S. Grant beginnt seine Tätigkeit als 18. US-Präsident. Er löst Andrew Johnson ab. Vizepräsident während seiner ersten Amtszeit ist Schuyler Colfax.
- 12. April: In der am 5. Februar verhandelten Rechtssache Texas v. White stellt der Oberste Gerichtshof der Vereinigten Staaten fest, dass Texas seit seinem Eintritt in die Union immer Teil der Vereinigten Staaten war, obwohl es sich im Bürgerkrieg der Konföderation angeschlossen hat. Des Weiteren stellt das Gericht fest, dass es nach der Verfassung einem Bundesstaat nicht möglich ist, durch einseitige Erklärung die Abspaltung von den Vereinigten Staaten herbeizuführen. Das von Salmon P. Chase verfasste Urteil wird seitens vieler Texaner deshalb in Frage gestellt, da Chase selbst als Kabinettsmitglied Lincolns eine führende Rolle in der Union innehatte. Auch nach Rechtskraft des Urteils bleibt es umstritten.
- Frauenwahlrecht außerhalb Europas/Frauenwahlrecht in den Vereinigten Staaten mit Puerto Rico: Das Wyoming-Territorium führt das Frauenwahlrecht ein.
- Red-River-Rebellion in Kanada

#### Japan
- 4. Mai: Die mehrtägige Seeschlacht von Hakodate zwischen Schiffen des japanischen Kaisers Meiji und Schiffen der abgespaltenen Republik Ezo beginnt. Sie endet am 10. Mai mit einem entscheidenden Sieg der Kaiserlich Japanischen Marine.
- 18. Mai: Die Festung Goryōkaku kapituliert vor den kaiserlichen Truppen.
- 20. Juni: Hijikata Toshizō wird als einer der letzten gegen die Meiji-Restauration kämpfenden Generale in der Schlacht getötet.
- 27. Juni: Die seit dem Vorjahr abgespaltene Republik Ezo unter Präsident Enomoto Takeaki kapituliert und wird in das Kaiserreich Japan eingegliedert.

#### Afrika
Nachdem nahe dem Oranjefluss in Südafrika Diamanten im Muttergestein gefunden werden, setzt ein Goldrausch ein. Innerhalb kurzer Zeit entsteht der Ort New Rush, das heutige Kimberley.

### Wirtschaft

#### Finanzkrisen und Goldrausch

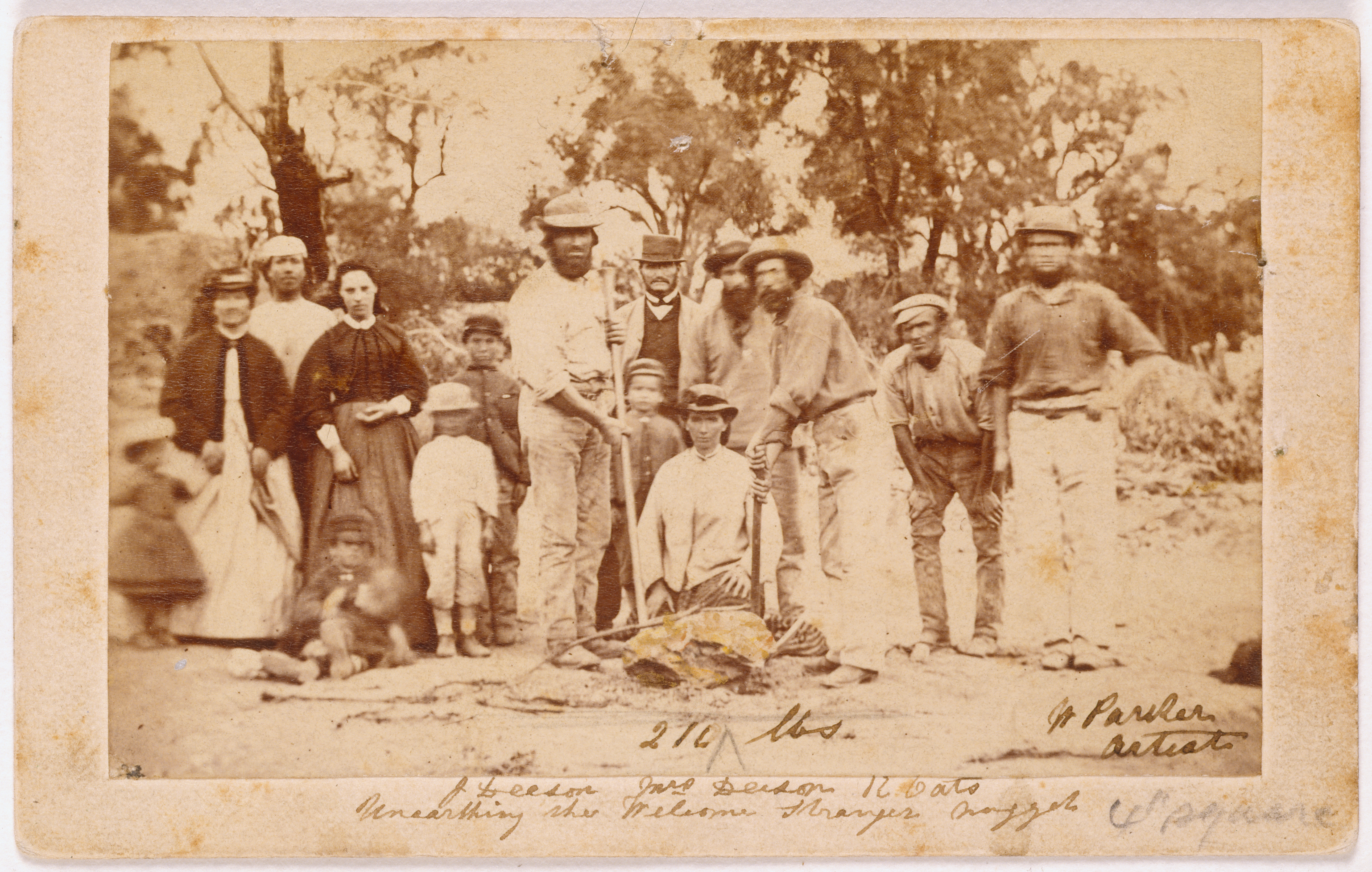
Die beiden Finder mit ihren Frauen und dem Goldklumpen

- 5. Februar: Bei Moliagul im Central Goldfields Shire des australischen Bundesstaats Victoria finden zwei Bergleute den bislang größten Goldklumpen der Welt, den sie Welcome Stranger nennen.
- 24. September: Spekulationen durch James Fisk und Jay Gould auf dem amerikanischen Goldmarkt und Gegenmaßnahmen der Regierung führen zu einer Finanzkrise, die als zweite den Namen „Schwarzer Freitag“ erhält.

#### Messen und Ausstellungen

Ansicht der Gartenbauausstellung, Farblithographie von Julius Schöpel

- 2.–12. September: In Hamburg findet auf dem Gelände des Stintfangs und des Alten Elbparks die Internationale Gartenbauausstellung 1869 statt, die erste Internationale Gartenbauausstellung auf deutschem Boden. Die gärtnerische Planung wird von Friedrich Jürgens durchgeführt, die Ausstellungshallen stammen von Martin Haller. Aussteller aus 11 Nationen beteiligen sich.

#### Patente
- 23. März: Carl Graebe und Carl Liebermann melden ein Patent zur Herstellung von Alizarin an. Die Entwicklung der technischen Synthese für das als Farbmittel verwendete Erzeugnis führt in der Folge zum Erliegen des Anbaus von Färberkrapp.
- Dezember oder 1868: Pierre Michaux und Louis-Guillaume Perreaux erhalten ein Patent auf das von ihnen entwickelte Michaux-Perreaux Dampfrad, einen Vorläufer des Motorrads.
- Der französische Chemiker Hippolyte Mège-Mouriès erfindet im Auftrag Napoleons III. die Margarine (beurre économique) als haltbares Ersatzprodukt für Butter.

#### Postwesen
- 26. Januar: Der österreichische Nationalökonom Emanuel Herrmann veröffentlicht in der Neuen Freien Presse einen Beitrag unter dem Titel Über eine neue Art der Korrespondenz mittels der Post. In diesem Artikel regt er an, dass alle geschriebenen oder durch Kopiermaschinen oder mittels Druck erzeugten Karten im Format eines gewöhnlichen Briefkuverts offen mit einer Zweikreuzermarke versendet werden dürfen, wenn sie mit Einschluss der Adresse und Unterschrift des Absenders nicht mehr als 20 Worte enthalten. Das normale Briefporto beträgt zu diesem Zeitpunkt fünf Kreuzer.

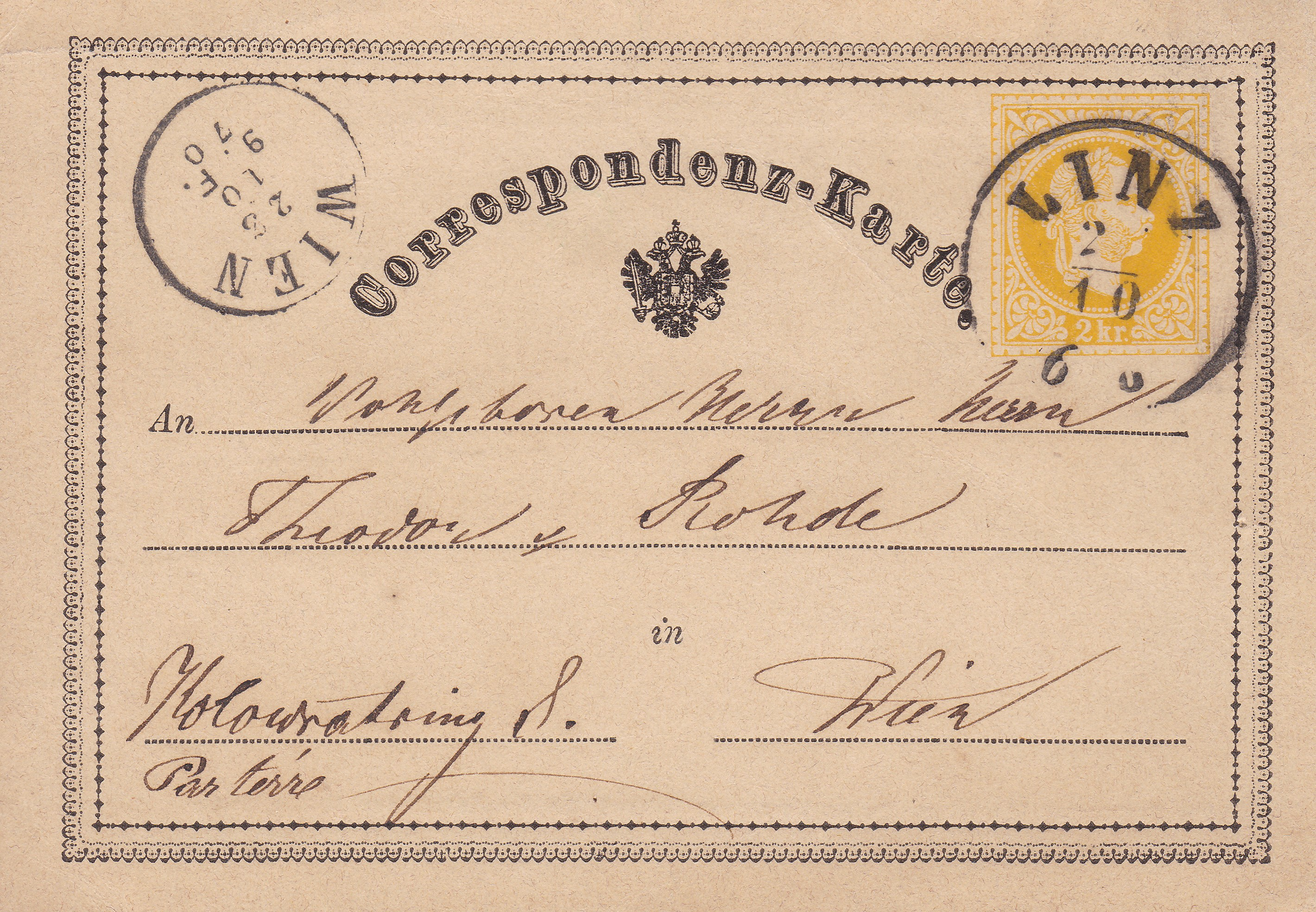
Österreichische Correspondenzkarte von 1870

- 1. Oktober: Die Postverwaltung führt in Österreich-Ungarn die von Emanuel Herrmann entwickelte Correspondenzkarte mit eingedrucktem Postwertzeichen ein. Damit hat die Postkarte ihre weltweite postamtlich-offizielle Premiere. Die Correspondenzkarte verkauft sich bereits im ersten Monat 1,4 Millionen Mal.

#### Unternehmensgründungen

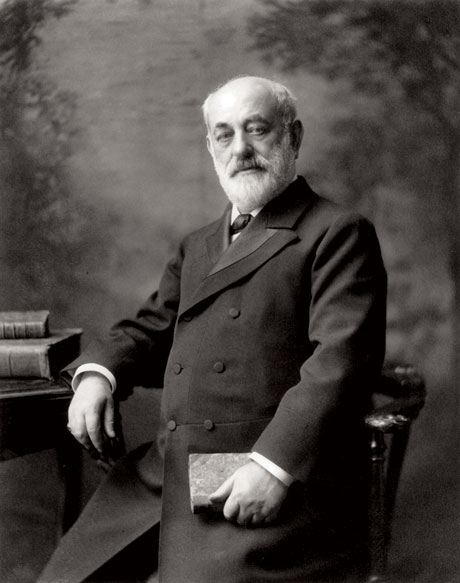
Bankgründer Marcus Goldman

- Der deutsch-jüdische Auswanderer Marcus Goldman gründet das Unternehmen M. Goldman & Company mit einem Ein-Zimmer-Büro in New Yorks Pine Street. Daraus entwickelt sich über die Jahrzehnte das Investmentbanking- und Wertpapierhandelsunternehmen Goldman Sachs.
- Thomas Ismay, ehemaliger Direktor der National Line, gründet die Oceanic Steam Navigation Company um einen regelmäßigen Liniendienst von Liverpool nach New York zu unterhalten. Zuvor hat er für 1000 Pfund Sterling das Reedereisymbol und den Handelsnamen der bankrotten White Star Line erstanden.
- In der Steiermark wird der Katholische Preßverein in der Diözese Graz-Seckau gegründet. Dieser Verein will im öffentlichen Interesse publizistische Aufgaben in christlichem Geist wahrnehmen und fördern.
- Pierre Michaux gründet eine Fabrik zur Herstellung des von ihm 1861 entwickelten Velozipeds.

### Wissenschaft und Technik

#### Der Bau des Suezkanals
- 25. März: Geschichte des Suezkanals: In Anwesenheiten des Prince of Wales und seiner Gattin beginnt der Einlass von Wasser aus dem Suezkanal in die tiefer gelegenen Bitterseen. Die Füllung dauert bis zum 24. Oktober.

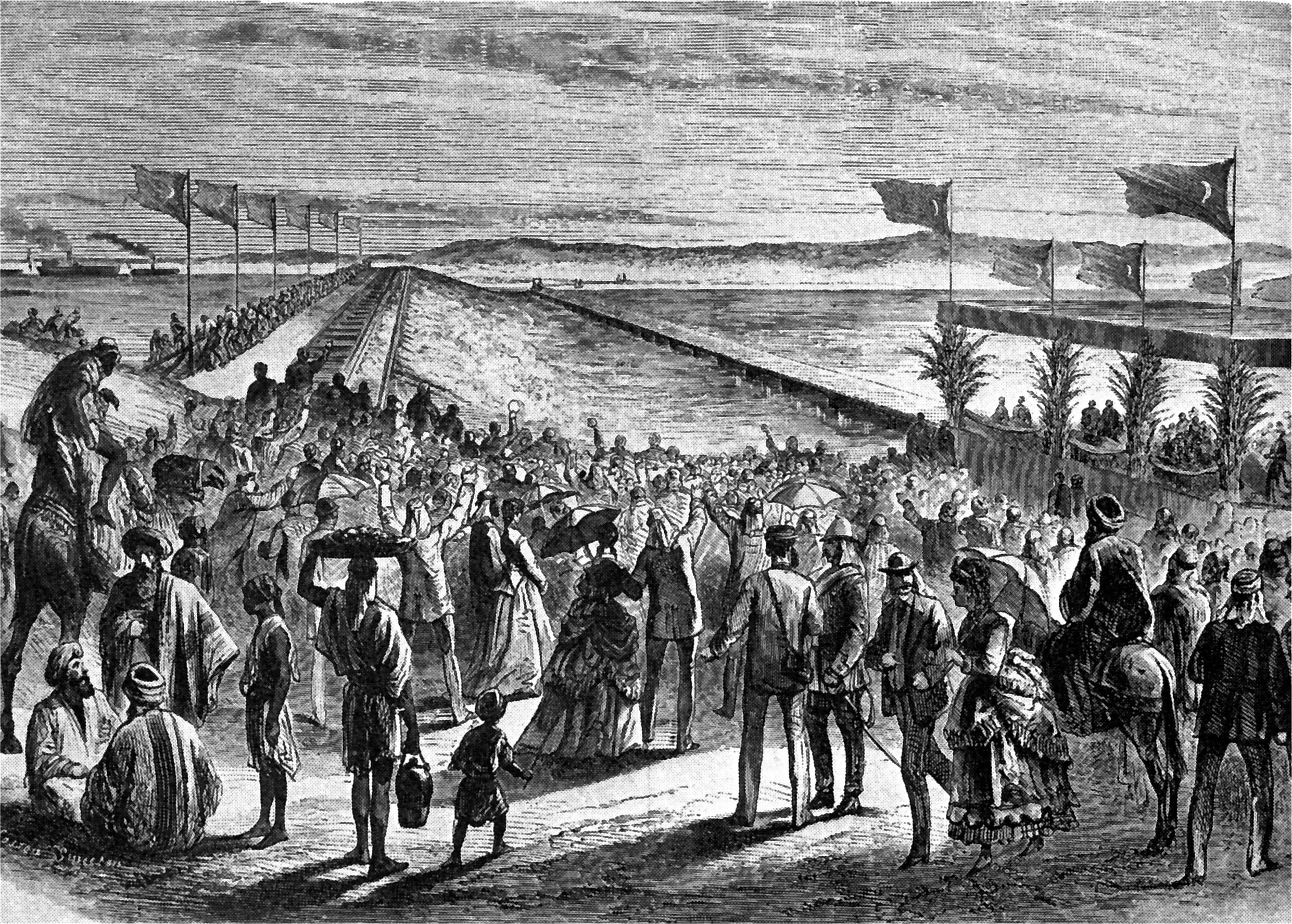
Eröffnungsfeier 1869

- 16. November: Der Suezkanal wird nach rund 10-jähriger Bauzeit mit einer großen Feier eröffnet. Unter den 6.000 ausländischen und 25.000 inländischen Gästen, für die 500 Köche und 1.000 Bedienungen sorgen, befinden sich Kaiser Franz Joseph I. von Österreich-Ungarn sowie der preußische Kronprinz Friedrich. Auf der Reede liegen 50 Kriegsschiffe aus ganz Europa, während an der Küste eine große Zahl Einheimischer das Geschehen verfolgt. Die Feiern beginnen mit Gottesdiensten muslimischer und katholischer Geistlicher und der Segnung des Kanals und werden mit weltlichen Zeremonien fortgesetzt. Am Abend findet ein großes Feuerwerk statt. Am Morgen des 17. November fährt die Yacht Aigle mit Kaiserin Eugénie und Ferdinand de Lesseps an Bord an der Spitze eines langen Konvois in den Kanal ein und weiter nach Ismailia. Am 19. November setzt die Aigle die Reise zu den Bitterseen und nach Sues fort. Die reine Fahrzeit hat 16 Stunden gedauert. Die Rückfahrt nach Port Said wird in einem Stück in 15 Stunden absolviert.

#### Expeditionen

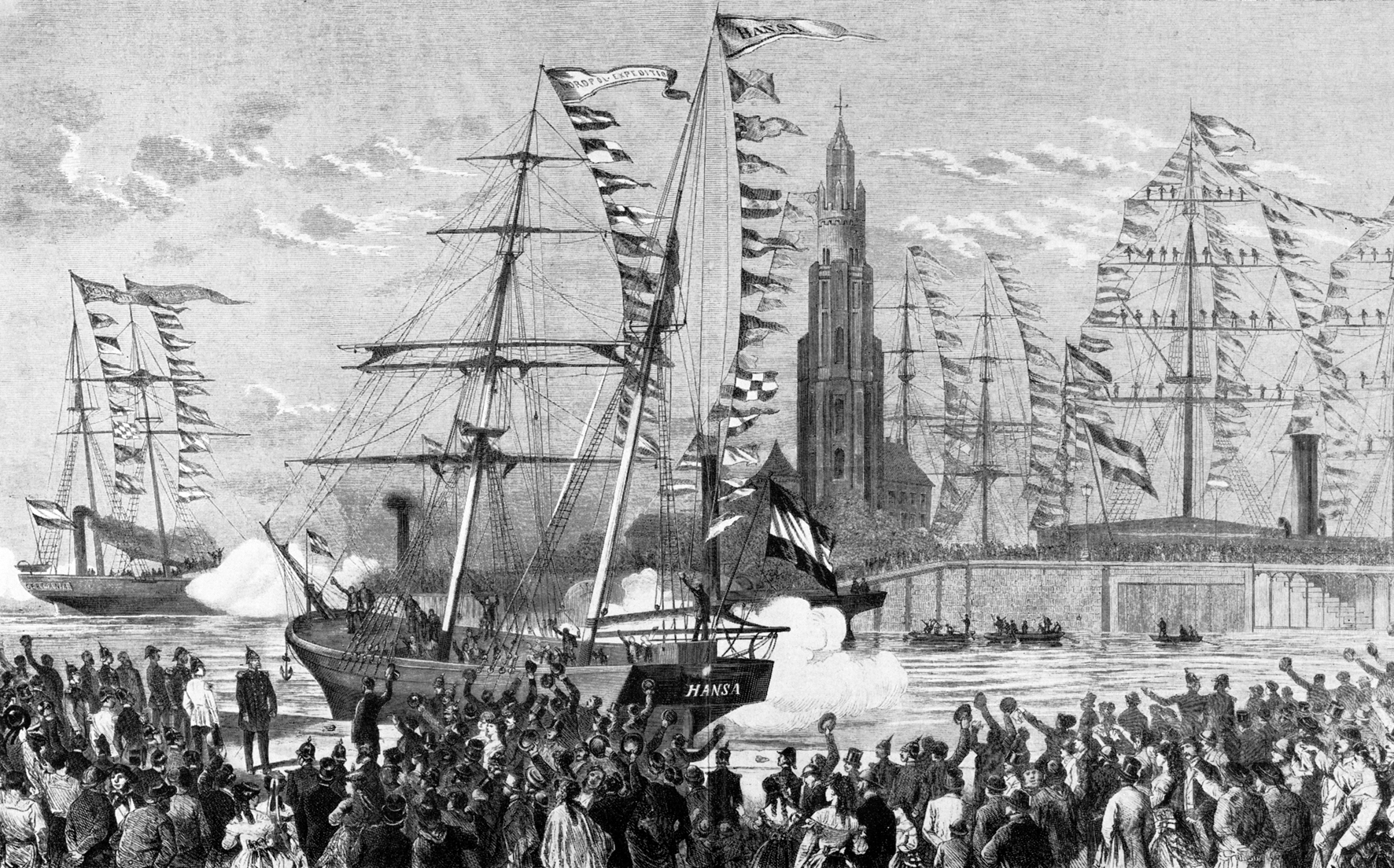
Abfahrt von Bremerhaven am 15. Juni

- 15. Juni: Die von August Petermann inspirierte und von Carl Koldewey geleitete Zweite Deutsche Nordpolar-Expedition verlässt Bremerhaven mit den Schiffen Germania und Hansa. In der Folge wird die Küste Ostgrönlands zwischen 73° und 77° nördlicher Breite erforscht und kartiert. Die Expedition entdeckt und benennt u. a. die Halbinsel Germania Land und den Kejser Franz Joseph Fjord. Daneben führen die Wissenschaftler ein umfangreiches Forschungsprogramm auf biologischem, geowissenschaftlichem und archäologischem Gebiet durch. Nach einer Überwinterung kehrt die Expedition 1870 nach Deutschland zurück.
- Alexine Tinne stellt nach zweijähriger Pause eine neue Expedition zusammen, um als erste Europäerin die Sahara zu durchqueren. Von Tripolis aus dringt sie mit ihrem Gefolge tief in die libysche Sahara ein. In Murzuk trifft sie mit dem deutschen Arzt und Forschungsreisenden Gustav Nachtigal zusammen. Dieser überredet Tinne, den von zu Hause ausgerissenen sächsischen Gymnasiasten Gottlob Adolf Krause, der sich der Expedition angeschlossen hat, nach Tripolis zurückzuschicken. Die Tuareg sichern ihr Unterstützung und Geleitschutz für die weitere Reise zu. Unterwegs kauft sie unter anderem Frauen von Sklavenhändlern frei, die für Harems bestimmt sind. Wegen einer politischen Intrige zwischen den verschiedenen Stammesführern der Kel Ajjer wird sie bei einem Überfall auf die Expedition am 1. August ermordet. Erst nach einigen Tagen wird sie von herbeigerufenen Soldaten gefunden und in der Wüste begraben.
- 13. September bis 3. Oktober: David E. Folsom führt die Folsom-Expedition in das Gebiet des heutigen Yellowstone-Nationalparks. Seine schriftlichen Notizen werden nach seiner Rückkehr als derartig unglaubwürdig eingestuft, dass sie nur von einer einzigen Zeitung in Chicago veröffentlicht werden.

#### Medizin und Naturwissenschaften

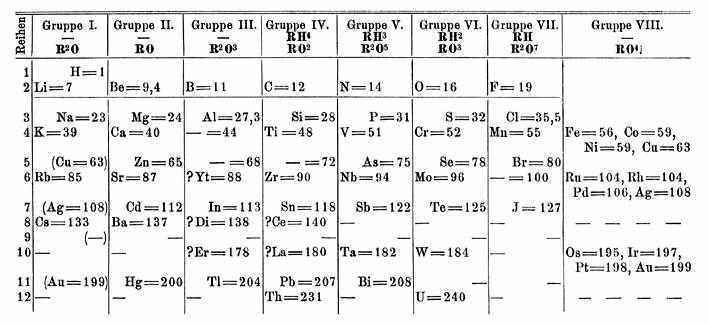
Das Periodensystem Mendelejews

- 6. März: Der russische Chemiker Dmitri Iwanowitsch Mendelejew präsentiert gemeinsam mit Nikolai Alexandrowitsch Menschutkin der Russischen Chemischen Gesellschaft unter dem Titel Die Abhängigkeit der chemischen Eigenschaften der Elemente vom Atomgewicht das Periodensystem der chemischen Elemente. Der Deutsche Lothar Meyer publiziert wenige Monate später in der Abhandlung Die Natur der chemischen Elemente als Funktion ihrer Atomgewichte eine fast identische Tabelle.
- 2. August: Gustav Simon führt in Heidelberg die erste Nephrektomie der Welt an der Patientin Margaretha Kleb aus. Die operative Entfernung einer Niere glückt und Frau Kleb lebt noch viele Jahre.
- 4. November: Die Erstausgabe der Fachzeitschrift Nature erscheint. Als Herausgeber zeichnet der Physiker Joseph Norman Lockyer verantwortlich.
- Friedrich Miescher isoliert Nukleinsäure aus Zellkernen von Eiterzellen und nennt sie „Nuclein“.
- Paul Langerhans entdeckt im Zuge seiner medizinischen Doktorarbeit die später nach ihm benannten Langerhans-Inseln in der Bauchspeicheldrüse.

#### Verkehr
- 18. Februar: Die erste Eisenbahnstrecke in Griechenland wird eröffnet. Sie führt von Athen nach Piräus.

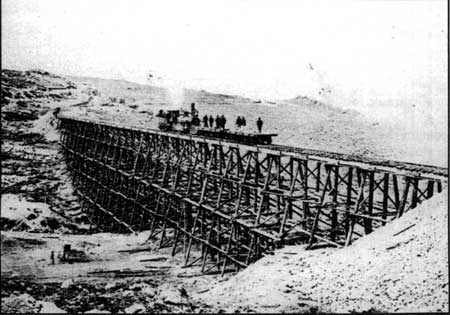
Big Trestle: Die letzte Brücke der Schienenverbindung

Feier der Schienenverbindung am 10. Mai

- Im Februar erreicht die Central Pacific Railroad von Westen kommend eine Hügelkette im Norden des Großen Salzsees in Utah und beginnt, eine tiefe Schlucht auf halber Höhe des Anstiegs mit einem Damm, heute Big Fill genannt, zuzuschütten, um die Schienen darüber zu führen. Am 8. März erreicht die Union Pacific Railroad von Osten her die Stadt Ogden am Ostufer des Salzsees und nimmt am 28. März die Arbeiten an einer für die damalige Zeit kühnen Holz-Konstruktion in Form einer Trestle-Brücke heute als Big Trestle bezeichnet, über dieselbe Schlucht auf. Am 10. April beschließt der US-Kongress, dass die Schienennetze am Promontory Summit, dem höchsten Pass im Norden der Hügelkette, verbunden werden sollen und die beiden bisher konkurrierenden Gesellschaften bündeln ihre Kräfte.
- 10. Mai: Die Vollendung der ersten transkontinentalen Eisenbahnverbindung in den USA zwischen den Bahngesellschaften Union Pacific Railroad und Central Pacific Railroad wird mit einem symbolischen goldenen Gleisnagel gefeiert – der Ort in Utah ist heute als Golden Spike National Historical Park ausgewiesen.
- 3. Juli: Die weltweit erste Zahnradbahn, betrieben von der Mount Washington Cog Railway und auf den Mount Washington führend, wird in New Hampshire eröffnet.
- 8. Juli: Die Pferdebahn Timișoara nimmt unter der Leitung des Direktors der Gesellschaft Heinrich Baader ihren Betrieb auf. Sie verbindet die Innere Stadt mit der Fabrikstadt. Am 25. Oktober wird auch die Josefstadt an die Pferdebahn angeschlossen.

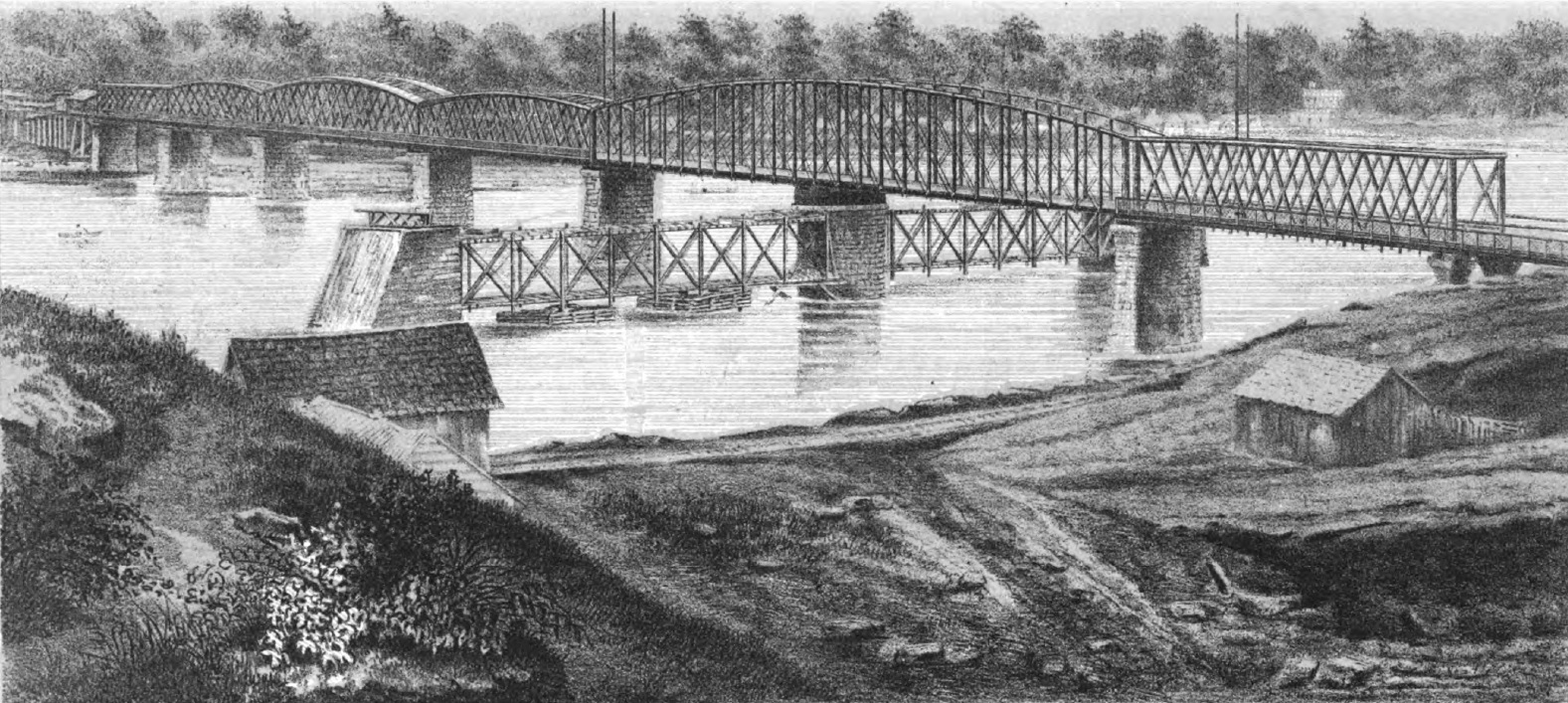
Die Hannibal Bridge 1869

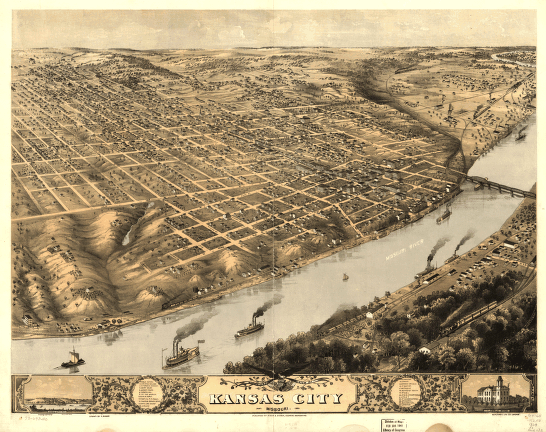
Kansas City 1869 (oben), die Hannibal Bridge über den Missouri rechts im Bild

- Juli: Mit der Hannibal Bridge in Kansas City (Missouri) wird die erste Eisenbahnbrücke über den Missouri River fertiggestellt. Die Fachwerkbrücke mit Drehbrücke wurde unter der Leitung von Octave Chanute seit 1867 für die Hannibal and St. Joseph Railroad errichtet.
- 23. Oktober: Die Budavári Sikló in Budapest, die älteste noch heute auf originaler Trasse und Gleisen fahrende Standseilbahn Europas hat ihren ersten Testlauf.
- 6. November: Die fertiggestellte Blackfriars Bridge wird in London von Königin Victoria offiziell eröffnet.
- Die Schweiz und Italien schließen den Gotthardvertrag zum Bau der Gotthardbahn und des Gotthardtunnels.

#### Lehre und Forschung
- 15. Februar: In Lincoln erfolgt die Gründung der University of Nebraska.
- 6. Mai: In West Lafayette in Indiana wird die Purdue University gegründet.
- Der Agrarwissenschaftler Friedrich Nobbe gründet in Tharandt die „Physiologische Versuchs- und Samenkontroll-Station zu Tharandt“ als weltweit erste Institution für Saatgutprüfungen.

#### Sonstiges

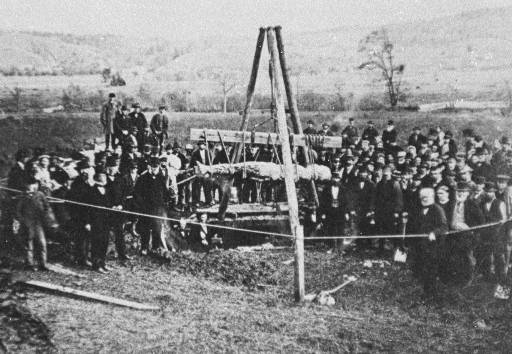
Eine Fotografie der Ausgrabung des Riesen

- 16. Oktober: In Cardiff, New York werden die vermeintlichen Überreste des Riesen von Cardiff entdeckt, die sich später als Fälschung erweisen.
- 23. November: Im schottischen Dumbarton läuft der bis heute erhalten gebliebene Klipper Cutty Sark vom Stapel.
- Unter dem Namen von John Stuart Mill erscheint der Essay Die Hörigkeit der Frau. Das Werk ist das Ergebnis der Gedanken und Ideen, die Mill zusammen mit seiner späteren Ehefrau Harriet Taylor Mill über zwei Jahrzehnte diskutiert und entwickelt hat. Seine Stieftochter Helen Taylor wird heute meist, aber nicht immer, als Koautorin genannt.

### Kultur

#### Architektur und Bildende Kunst

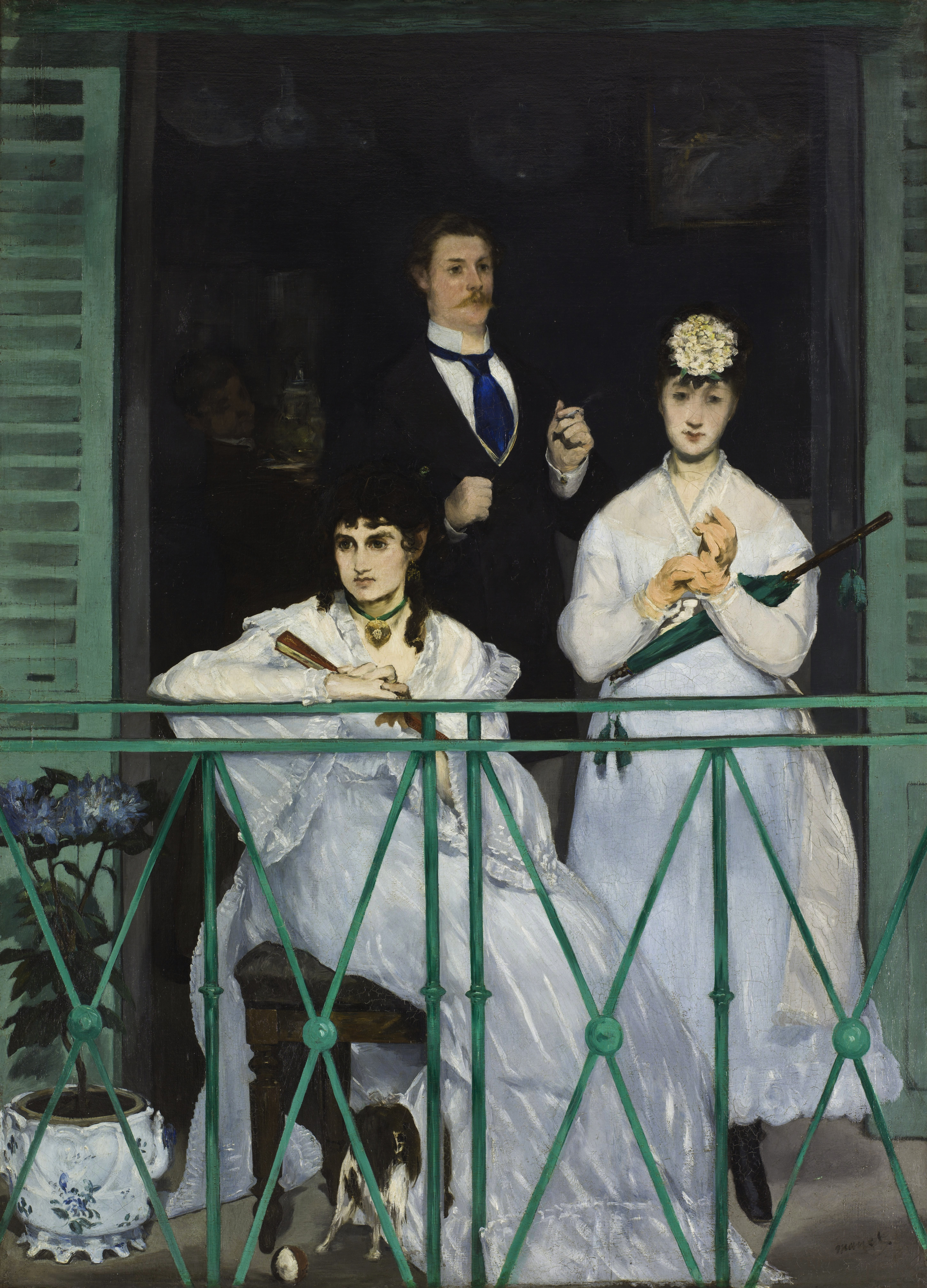
Manet: Der Balkon

- Frühjahr: Édouard Manet vollendet das Gemälde Der Balkon.
- 21. April: Das nach Plänen von Johann Caspar Wolff errichtete Berner Gesellschaftshaus Museum wird feierlich eingeweiht.
- 20. August: Die Hamburger Kunsthalle wird eröffnet.
- 5. September: Die Grundsteinlegung für den Palas der Neuen Burg Hohenschwangau in den Ammergauer Alpen erfolgt, später wird das Schloss in Neuschwanstein umbenannt.

#### Literatur

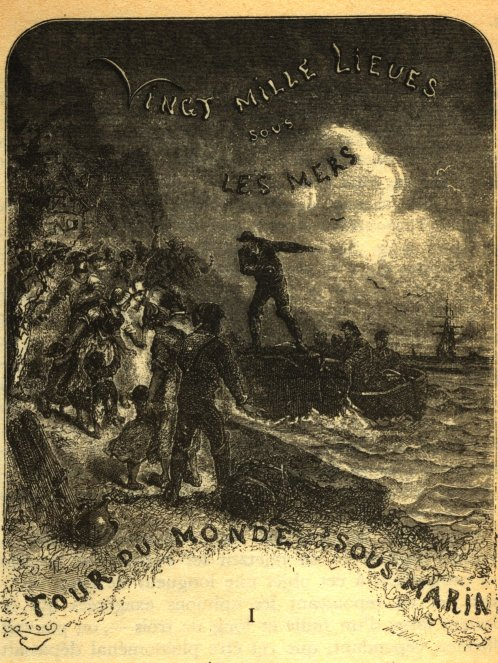
Vingt mille lieues sous les mers; Titelblatt der Erstausgabe

#### Musik und Theater

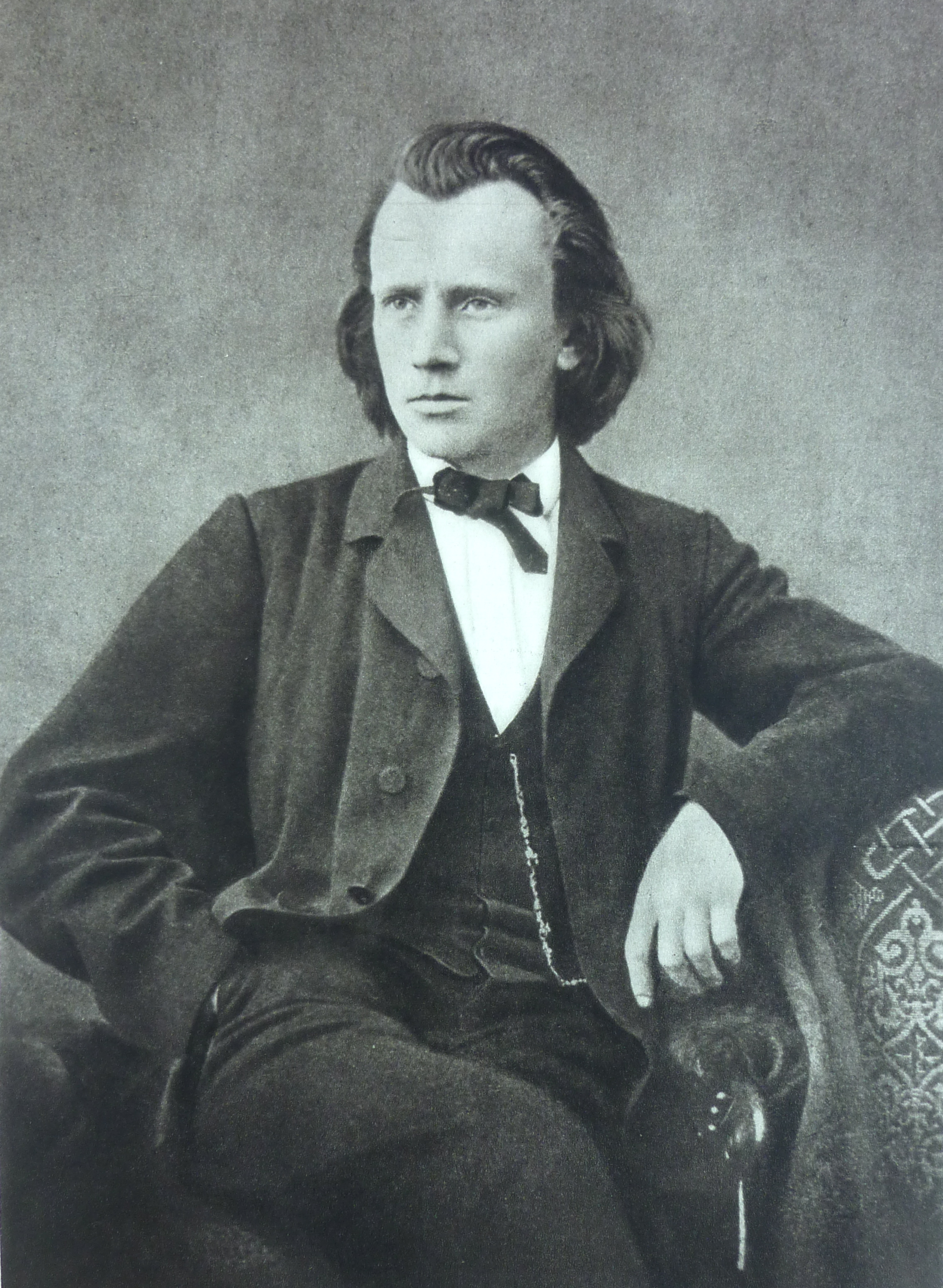
Johannes Brahms um 1866

- 18. Februar: Johannes Brahms’ Ein deutsches Requiem wird am Leipziger Gewandhaus erstmals in seiner Gesamtheit öffentlich aufgeführt.
- 27. Februar: Die Neufassung von Giuseppe Verdis Oper La forza del destino mit dem Libretto von Antonio Ghislanzoni wird am Teatro alla Scala di Milano zum ersten Mal aufgeführt. Die Erstfassung hatte ihre Uraufführung am 10. November 1862.
- 2. Mai: Unter dem Namen Folies Trévise öffnet in Paris ein musikalisches Unterhaltungsetablissement. Es entwickelt sich nach den Anfängen als Folies Bergère zu einem erotischen Varietétheater und Kabarett.

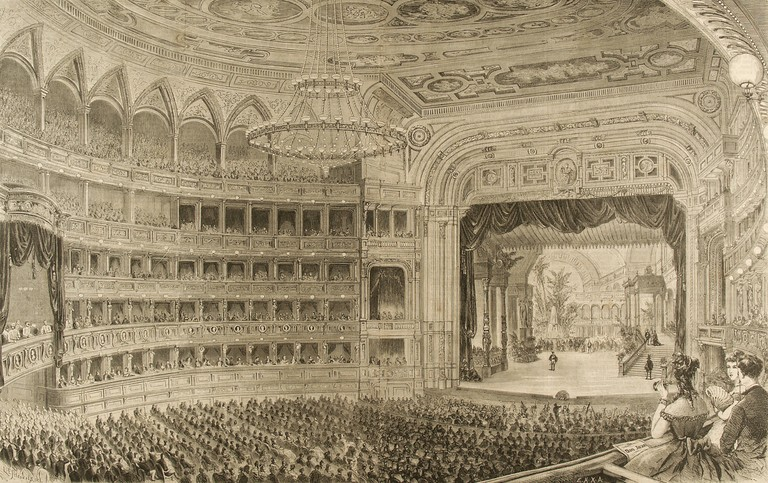
Eröffnungsvorstellung im Neuen Haus mit Don Giovanni, 25. Mai 1869

- Das Neue Haus der Wiener Hofoper wird fertiggestellt und am 25. Mai in Anwesenheit von Kaiser Franz Joseph und Kaiserin Elisabeth mit einer Vorstellung von Mozarts Don Giovanni eröffnet. Erster Direktor ist Franz von Dingelstedt.
- 6. Juli: Der anlässlich der bevorstehenden Eröffnung des Suezkanals von Johann Strauss (Sohn) komponierte Egyptische Marsch wird auf der Russlandreise des Komponisten erstmals aufgeführt.
- Sommer: Das erste estnische Sängerfest findet in Dorpat (estnisch Tartu) statt.

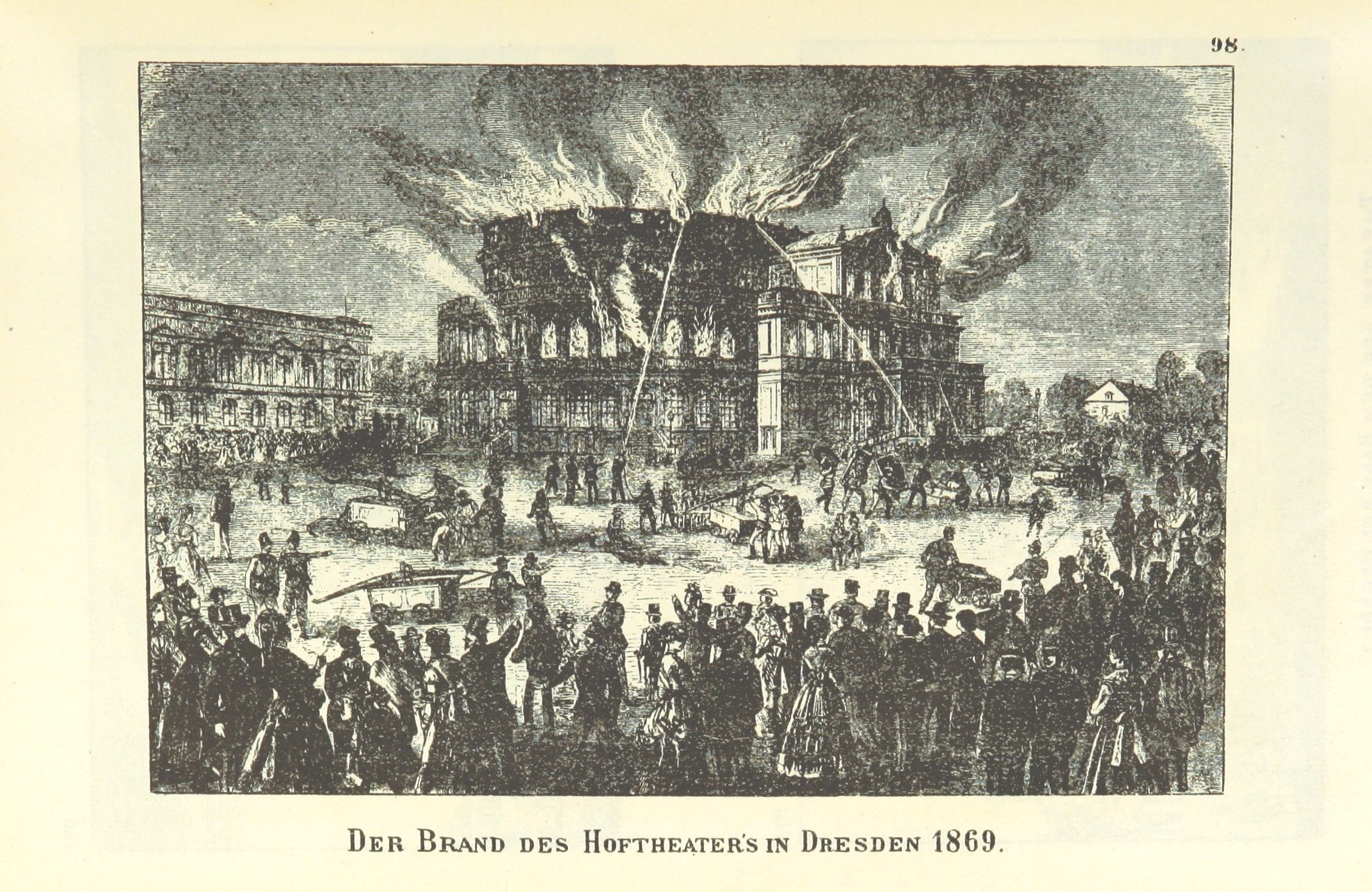
Der Brand des Hoftheaters in Dresden

- 21. September: Das von Gottfried Semper errichtete Königliche Hoftheater Dresden wird auf Grund einer Unvorsichtigkeit bei Reparaturarbeiten bei einem Brand zerstört. Schon vier Wochen nach der Brandkatastrophe beginnen die Bauarbeiten an einem Interimstheater am Zwingerwall hinter den Ruinen des alten Theaters. Nach nur sechs Wochen Bauzeit wird die mit einfachen Konstruktionsmitteln errichtete Spielstätte, die rund 1800 Menschen Platz bietet und im Volksmund den Beinamen „Bretterbude“ erhält, mit Goethes Iphigenie auf Tauris am 2. Dezember eröffnet.
- 22. September: Die Oper Das Rheingold von Richard Wagner wird unter der Leitung von Franz Wüllner gegen den Willen des Komponisten am Königlichen Hof- und Nationaltheater in München uraufgeführt.

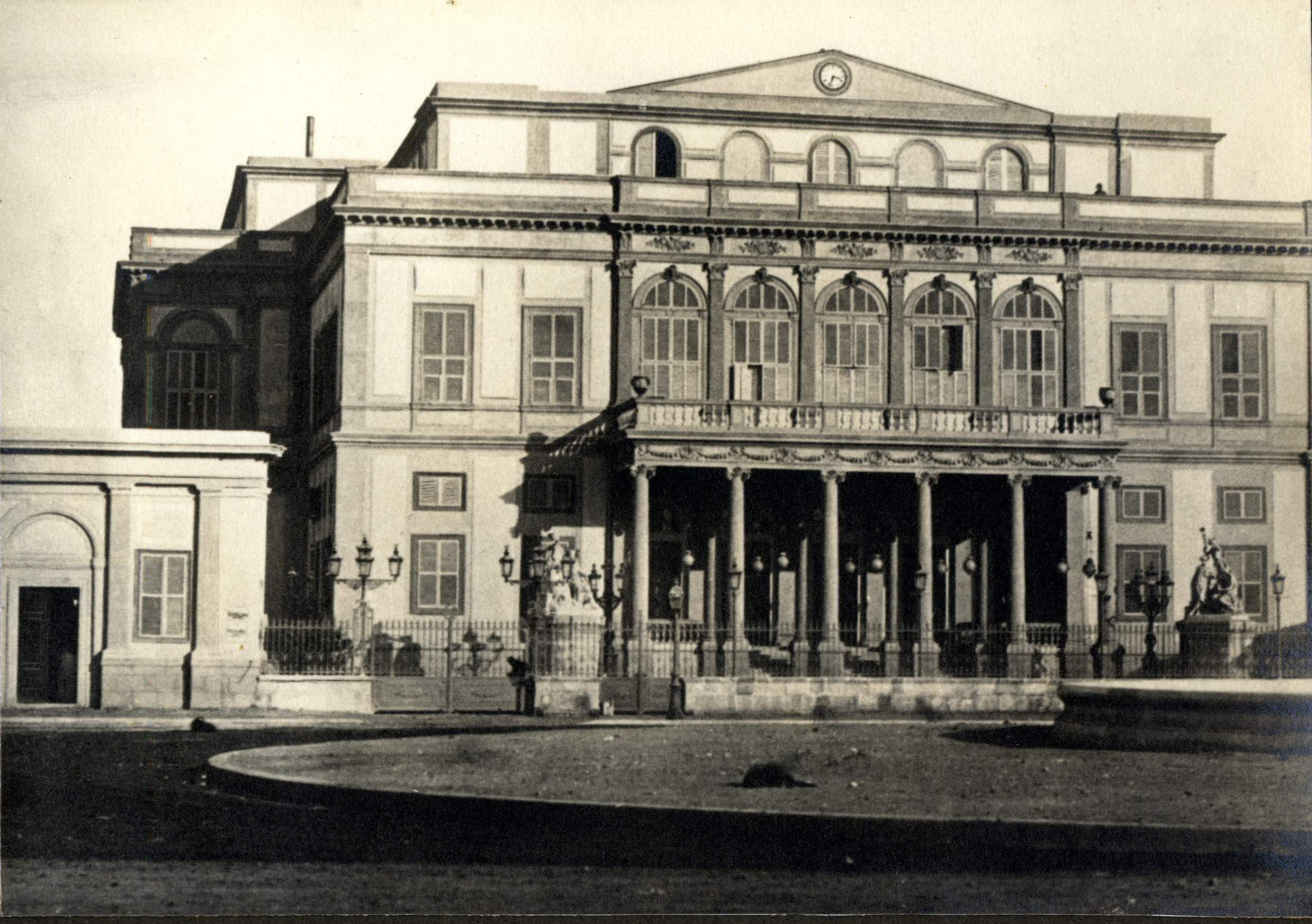
Das Khedivial-Opernhaus 1869

- 1. November: Das Khedivial-Opernhaus in Kairo wird mit einer Aufführung der Oper Rigoletto von Giuseppe Verdi eröffnet.
- 29. November: Gabriella di Vergy, eine Opera seria in drei Akten von Gaetano Donizetti aus dem Jahr 1826 wird mehr als 20 Jahre nach dem Tod des Komponisten in einer stark veränderten Fassung unter dem Titel Gabriella am Teatro San Carlo in Neapel uraufgeführt. Das Werk erlebt nach vernichtenden Kritiken nur vier Aufführungen.
- 11. Dezember: Die Uraufführung der Oper Paria von Stanisław Moniuszko auf ein Libretto von Jan Chęciński nach dem Trauerspiel Le Paria von Casimir Delavigne erfolgt am Teatr Wielki in Warschau.

### Religion
- 3. Juli: Gleichberechtigung der Konfessionen im Norddeutschen Bund

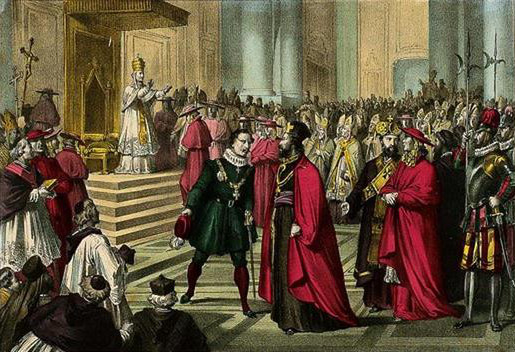
Die Eröffnung des Konzils

- 8. Dezember: Papst Pius IX. eröffnet das Erste Vatikanische Konzil. Danach finden die Beratungen der Konzilsväter in 89 Generalkongregationen unter Vorsitz von fünf italienischen Kardinälen statt. Am Anfang nehmen 774 Prälaten teil. Es ist damit das bislang teilnehmerstärkste Konzil. Ein Drittel der Teilnehmer kommt aus außereuropäischen Ländern, unter ihnen befinden sich 61 aus den unierten Ostkirchen, 121 aus Amerika, 41 aus Asien, 18 aus Ozeanien und neun aus Afrika. Die meisten von ihnen haben aber eine europäische Bildung, weswegen das Konzil im Prinzip von europäischen Interessen dominiert wird. Deutschland und Österreich entsenden 77 Vertreter, die Vertreter der Italiener (35 %) und Franzosen (17 %) machen zusammen mehr als die Hälfte aller Teilnehmer aus. Von Anfang an bestimmt die Debatte über die päpstliche Unfehlbarkeit das Konzilgeschehen und teilte die Konzilsväter in zwei Lager. Die 88 Gegner der Unfehlbarkeitserklärung machen 20 % aus. Zu ihnen gehört aber fast der ganze deutsch-österreichische Episkopat, Schweizer Bischöfe und ein Teil des französischen Bischofskollegiums. Der Konzilsmehrheit gelingt es, Gegner des Unfehlbarkeitsdogmas von der für diese Frage bedeutendsten Kommission, der Kommission Deputatio Fidei, auszuschließen. Ende Dezember wird eine von 450 Konzilsvätern unterschriebene Petition zu Unfehlbarkeit an den Papst gesandt. Die Konzilsminderheit versucht daraufhin, die Mehrheit durch theologische Broschüren und Abhandlungen von ihren Plänen abzubringen. Sie bricht dazu sogar das Konzilsgeheimnis und beginnt eine Pressekampagne gegen das Vorhaben. Am 28. Dezember beginnt überdies die Prüfung der ersten Vorlage einer dogmatischen Konstitution gegen den Irrtum des modernen Rationalismus. Sie fällt in den Beratungen durch und wird von den Kommissionspräsidenten zur Neuvorlage an die betreffende Kommission zurückverwiesen.

### Gesellschaft
- 12. Januar: In Köln wird das Israelitische Asyl für Kranke und Altersschwache, Vorgänger des Jüdischen Wohlfahrtszentrums, eingeweiht.
- 21. April: Österreich führt gesetzlich den Schultyp der Bürgerschule ein.
- 9. Mai: In München rufen 36 Männer um Franz Senn und Johann Stüdl den Bildungsbürgerlichen Bergsteigerverein ins Leben, aus dem später der Deutsche Alpenverein hervorgeht.
- 24. Mai: Fürst Heinrich XIV. stiftet das Fürstlich Reußisches Ehrenkreuz, den Verdienstorden des Fürstentums Reuß jüngere Linie.

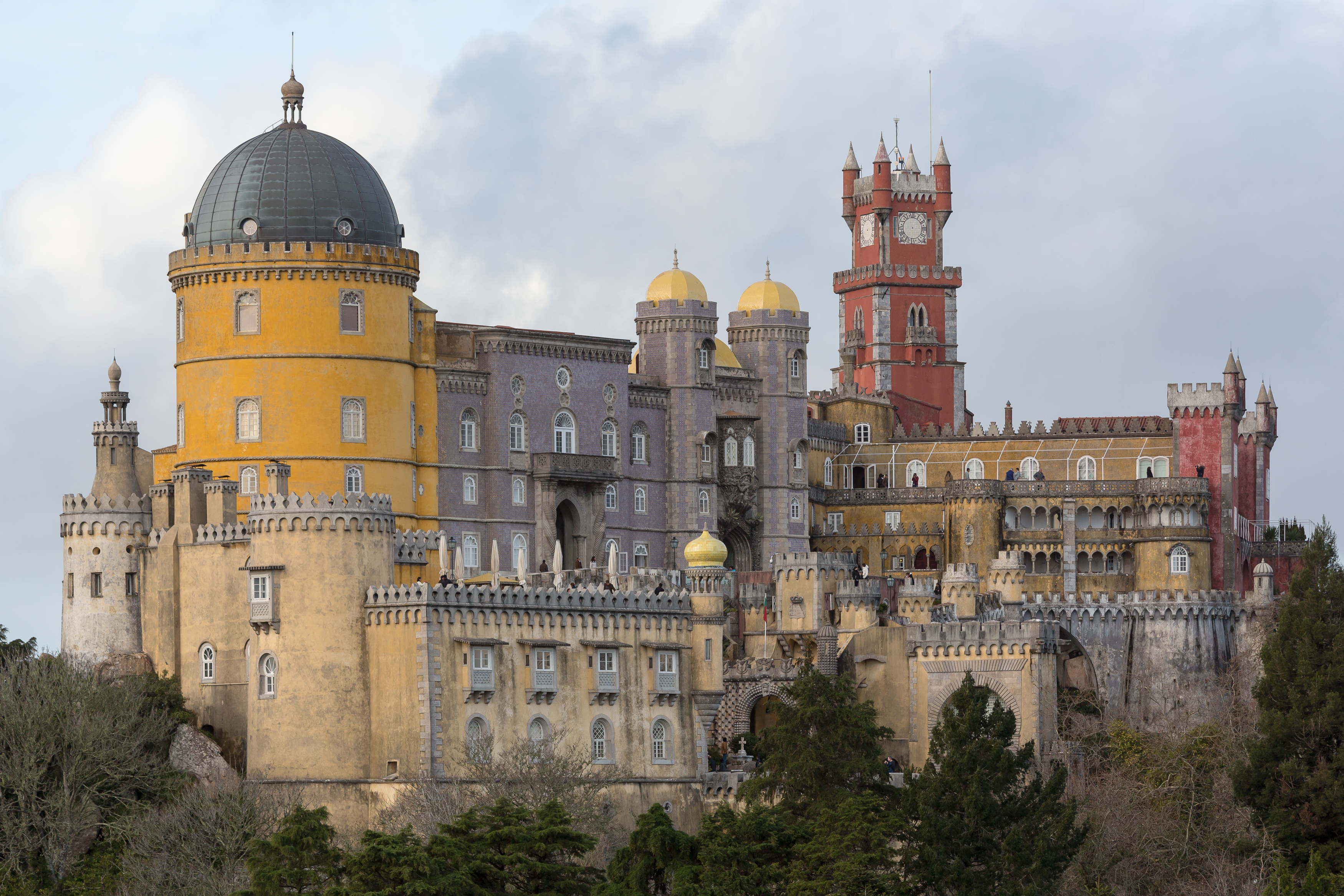
Der Palácio Nacional da Pena

- 10. Juni: Der ehemalige portugiesische Regent Ferdinand von Sachsen-Coburg und Gotha, Vater des regierenden Königs Ludwig I., der kurz zuvor die spanische Krone abgelehnt hat, heiratet gegen den Willen der königlichen Familie seine langjährige Mätresse, die Opernsängerin Elise Friederike Hensler, die zur Gräfin von Edla erhoben wird. Das Paar bezieht den Palácio Nacional da Pena, wo beide einen künstlerischen Kreis um sich versammeln und Sintra zu einem alternativen Kulturhof machen.
- 2. November: Gründung der Burschenschaft Germania zu Darmstadt
- Im Stil eines Englischen Gartens wird unter Bürgermeister Moritz Ritter von Franck der Grazer Stadtpark begründet.
- Karl-Maria Kertbeny prägt den Begriff Homosexualität.

### Katastrophen
- 2. August: Bei einer Schlagwetterexplosion in einem Steinkohlebergwerk im sächsischen Burgk sterben 276 Menschen.

### Natur und Umwelt

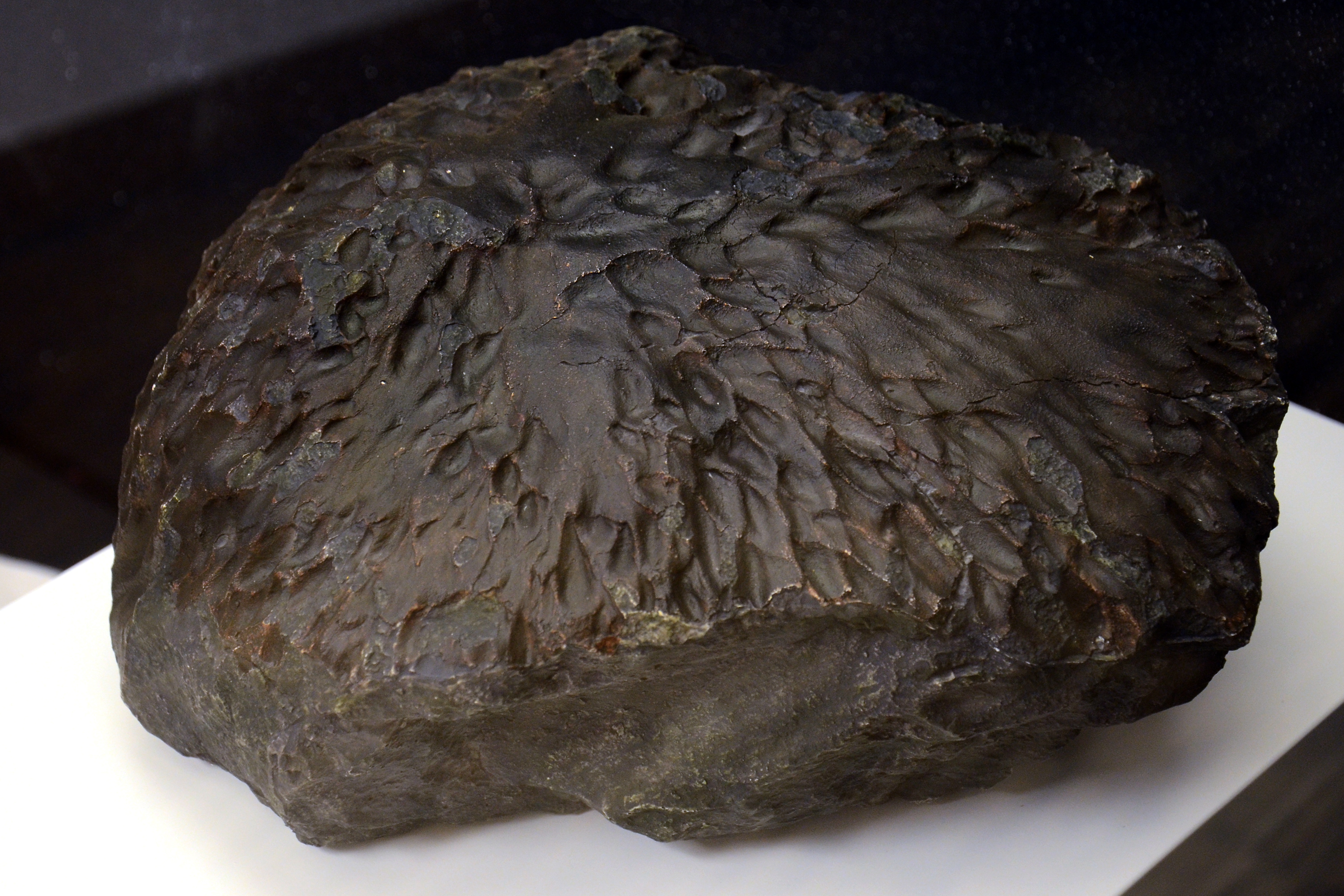
Der Meteorit, heute im Pfalzmuseum für Naturkunde

- 5. Mai: Südlich von Krähenberg auf der Sickinger Höhe im Königreich Bayern schlägt ein Meteorit ein. Etwa zehn Tage lang wird der Meteorit im Schulhaus von Krähenberg ausgestellt. Dann wird er ins Historische Museum der Pfalz in Speyer gebracht, das ihn noch im Sommer kauft.

### Sport
- 17. April: Mit dem Eimsbütteler Velocipeden-Club entsteht der erste deutsche Radsportclub in Altona/Elbe.
- 13. August: Paul Grohmann besteigt als erster Mensch den Langkofel in den Grödner Dolomiten.
- 21. August: Paul Grohmann gelingt mit zwei einheimischen Bergführern die Erstbesteigung der Großen Zinne in den Sextner Dolomiten.
- 30. August: Zwei lokalen Bergführern und dem britischen Nationalökonomen Alfred Marshall gelingt die Erstbesteigung der Karlesspitze in den Ötztaler Alpen.

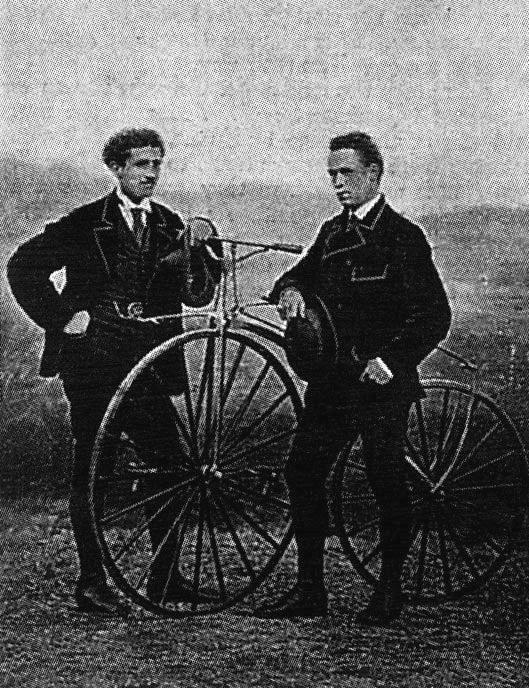
James Moore (rechts) und der zweitplatzierte Jean-Eugène-André Castera

- 7. November: Auf der Strecke Paris-Rouen findet das erste internationale Straßenradrennen der Welt statt. Es siegt James Moore.

## Geboren

### Januar
- 03. Januar: Fritz Berolzheimer, deutscher Rechts- und Wirtschaftsphilosoph († 1920)
- 03. Januar: Leo Feist, US-amerikanischer Musikverleger († 1930)
- 03. Januar: Charles Levadé, französischer Komponist († 1948)
- 07. Januar: Walter Eli Clark, US-amerikanischer Politiker († 1950)
- 08. Januar: Arnold Genthe, deutsch-US-amerikanischer Fotograf († 1942)
- 09. Januar: Richard Abegg, deutscher Chemiker († 1910)
- 10. Januar: Carlo Montù, italienischer Offizier, Flieger, Politiker, Ingenieur, Fußballspieler und Sportfunktionär († 1949)
- 11. Januar: Aladár Aujeszky, ungarischer Veterinärpathologe und Mikrobiologe († 1933)
- 11. Januar: Carl Mühl, deutscher Entomologe († 1955)
- 12. Januar: Carl Küchler, deutscher Reiseschriftsteller († 1945)
- 13. Januar: Hugo Bremer, deutscher Industrieller und Erfinder des so genannten „Bremer Lichts“ († 1947)
- 13. Januar: William J. Bulow, US-amerikanischer Politiker († 1960)
- 14. Januar: Robert Fournier-Sarlovèze, französischer Polospieler und Politiker († 1937)
- 15. Januar: Ruby Laffoon, US-amerikanischer Politiker († 1941)
- 15. Januar: Arnold Spychiger, Schweizer Unternehmer und Politiker († 1938)
- 15. Januar: Stanisław Wyspiański, polnischer Künstler († 1907)
- 18. Januar: Julius Meinl II., österreichischer Unternehmer († 1944)
- 20. Januar: Frederick Matthias Alexander, australischer Schauspieler († 1955)
- 21. Januar: Grigori Rasputin, russischer Mystiker († 1916)
- 22. Januar: Isidor Klimont, österreichischer Chemiker und Hochschullehrer († 1926)
- 24. Januar: Hermine Overbeck-Rohte, deutsche Malerin († 1937)
- 25. Januar: Max Hoffmann, deutscher General († 1927)
- 25. Januar: Max tom Dieck, deutscher Politiker († 1951)
- 27. Januar: Will Marion Cook, US-amerikanischer Komponist († 1944)
- 27. Januar: William Ellery Sweet, US-amerikanischer Politiker († 1942)
- 28. Januar: Peter Fassbänder, deutsch-schweizerischer Komponist († 1920)
- 29. Januar: Jared Y. Sanders, US-amerikanischer Politiker († 1944)
- 31. Januar: Michael Herty, deutscher Bahnradsportler († unbekannt)
- 31. Januar: Paul Nisse, deutscher Bildhauer und Künstler († 1949)

### Februar
- 01. Februar: Juli Konjus, russischer Geiger († 1942)
- 02. Februar: Hugo Marquardsen, deutscher Offizier und Geograph († 1920)
- 03. Februar: Johann Becker, deutscher Jurist und Politiker († 1951)
- 03. Februar: Karl Ludwig Hampe, deutscher Mediävist († 1936)
- 04. Februar: William Dudley Haywood, US-amerikanischer Gewerkschafter († 1928)
- 07. Februar: Jindřich Šimon Baar, tschechischer Schriftsteller, katholischer Priester und Vertreter des Realismus († 1925)
- 08. Februar: Karl Stoll, Schweizer Gewerkschaftsfunktionär und Politiker († 1924)
- 09. Februar: George Higgins Moses, US-amerikanischer Politiker († 1944)
- 09. Februar: Clarence Morley, US-amerikanischer Politiker († 1948)
- 10. Februar: Wassili Kalafati, russischer Komponist († 1942)
- 11. Februar: Abel Decaux, französischer Komponist, Organist und Musikpädagoge († 1943)

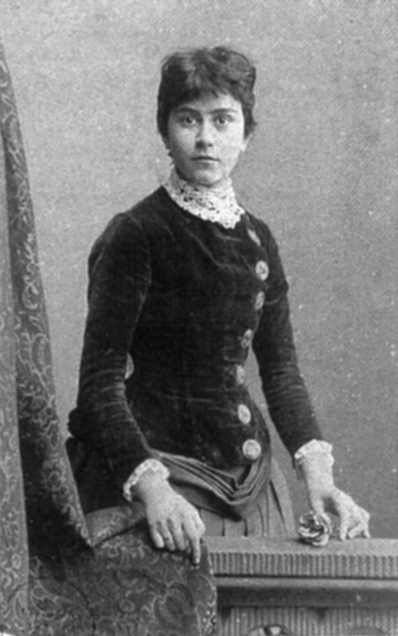
Else Lasker-Schüler

- 11. Februar: Else Lasker-Schüler, deutsche Lyrikerin († 1945)
- 11. Februar: Adelheid Popp, österreichische Frauenrechtlerin († 1939)
- 11. Februar: Hendrik Ebo Kaspers, niederländischer Antimilitarist und Anarchist († 1953)
- 12. Februar: André Pirro, französischer Musikwissenschaftler und Organist († 1943)
- 13. Februar: Louis-Edouard Vuillermoz, französischer Hornist und Musikpädagoge († 1939)
- 14. Februar: Karel P.C. de Bazel, niederländischer Architekt († 1923)
- 14. Februar: Charles Thomson Rees Wilson, englisch-schottischer Physiker († 1959)
- 15. Februar: Ferdinand Grimm, österreichischer Finanzminister und Finanzfachmann († 1948)
- 15. Februar: Hans Schrader, deutscher Archäologe († 1948)
- 18. Februar: Ludwig Bopp, deutscher Architekt des Historismus († 1930)
- 19. Februar: Marie Schnür, deutsche Malerin († 1934)
- 19. Februar: Frederic Collin Walcott, US-amerikanischer Politiker († 1949)
- 24. Februar: Joseph Saucier, kanadischer Sänger, Chorleiter und Pianist († 1941)
- 26. Februar: Nadeschda Krupskaja, Ehefrau und Kampfgefährtin Lenins († 1939)
- 27. Februar: Baldomero Aguinaldo y Baloy, philippinischer Revolutionsführer und General († 1915)
- 27. Februar: Henry Chandler Cowles, US-amerikanischer Botaniker und Vegetationskundler († 1939)
- 28. Februar: Hans Kundt, deutsch-bolivianischer General († 1939)

### März
- 03. März: Friedrich Bothe, deutscher Lehrer und Historiker († 1952)
- 03. März: William M. Calder, US-amerikanischer Politiker († 1945)
- 03. März: Henry Wood, britischer Dirigent († 1944)
- 04. März: Casimir Zeglen, polnischer Ordensmann und Erfinder
- 05. März: Michael von Faulhaber, deutscher Geistlicher, Kardinal und Erzbischof von München und Freising († 1952)
- 07. März: Henri Béconnais, französischer Automobilrennfahrer († 1904)
- 07. März: Ernst Julius Cohen, niederländischer Chemiker († 1944)
- 08. März: Rudolf Wissell, Reichsminister in der Weimarer Republik († 1962)
- 13. März: Charles Genequand, Schweizer evangelischer Geistlicher († 1950)
- 14. März: Algernon Blackwood, britischer Schriftsteller († 1951)
- 14. März: Konrad Albert Koch, deutscher Burgenforscher und Maler († 1945)
- 15. März: John H. Bartlett, US-amerikanischer Politiker († 1952)
- 15. März: John H. Bieling, US-amerikanischer Sänger († 1948)
- 15. März: Stanisław Wojciechowski, polnischer Präsident († 1953)
- 18. März: Neville Chamberlain, britischer Politiker und Premierminister († 1940)
- 22. März: Emilio Aguinaldo, philippinischer General, Politiker und Staatspräsident († 1964)
- 23. März: Kurt Floericke, deutscher Naturwissenschaftler und Naturfreund († 1934)
- 23. März: Calouste Gulbenkian, armenisch-britischer Ingenieur, Ölforscher, Geschäftsmann, Finanzexperte, Philanthrop und Kunstsammler, reichster Mann der Welt († 1955)
- 26. März: David Aizman, russisch-jüdischer Schriftsteller († 1922)
- 28. März: Robert P. Robinson, US-amerikanischer Politiker († 1939)
- 28. März: Marie Rosenthal-Hatschek, österreichische Malerin und Opfer des Holocaust († 1942)

### April
- 01. April: Georg Capellen, deutscher Komponist und Musikwissenschaftler († 1934)
- 05. April: Albert Roussel, französischer Komponist († 1937)
- 05. April: Sergei Tschaplygin, sowjetischer Aerodynamiker († 1942)
- 06. April: Isidore Marie Joseph Dumortier, französischer Geistlicher, Bischof und apostolischer Vikar von Saigon († 1940)
- 06. April: Anton von Premerstein, österreichischer Althistoriker und Papyrologe († 1935)
- 06. April: Levon Schant, armenischer Dramatiker, Schriftsteller, Dichter, und Gründer der „Stiftung der nationalen Kultur“ († 1951)
- 08. April: Charles Binet, französischer Erzbischof und Kardinal († 1936)
- 08. April: Harvey Cushing, US-amerikanischer Neurologe und Chirurg († 1939)
- 09. April: Élie Cartan, französischer Mathematiker († 1951)
- 11. April: Gustav Vigeland, norwegischer Bildhauer († 1943)
- 13. April: Hans Thum, deutscher Unternehmer und Automobilrennfahrer († 1904)
- 16. April: Marguerite Steinheil, französische Salonnière († 1954)
- 19. April: Ignatius Maloyan, armenisch-katholischer Erzbischof von Mardin († 1915)
- 20. April: Mary Agnes Chase, US-amerikanische Botanikerin († 1963)
- 22. April: Charlton Reid Beattie, US-amerikanischer Jurist († 1925)
- 25. April: Alois Theodor Sonnleitner, österreichischer Jugendbuchautor († 1939)
- 26. April: Max Moisel, deutscher Kartograf († 1920)
- 28. April: Bertram Goodhue, US-amerikanischer Architekt und Illustrator († 1924)
- 28. April: C. C. Young, US-amerikanischer Politiker († 1947)
- 30. April: Arthur Letondal, kanadischer Organist, Musikpädagoge und Komponist († 1956)
- 30. April: Hans Poelzig, deutscher Maler, Architekt und Bühnenbildner († 1936)

### Mai
- 03. Mai: Johann Christian Eberle, deutscher Politiker und Sparkassen-Funktionär († 1937)
- 05. Mai: Hans Pfitzner, deutscher Komponist und Dirigent († 1949)
- 06. Mai: Richard Wiebel, deutscher katholischer Geistlicher und Heimatforscher († 1945)
- 09. Mai: Lorenz Hauser, bayerischer Landwirt, der durch den Verkauf seiner Ländereien als verschwenderischer und sagenumwobener „Millionenbauer von München-Neuhausen“ in die Geschichte einging († 1918)
- 12. Mai: Carl Schuhmann, deutscher Olympiasieger († 1946)
- 14. Mai: Concha Espina, spanische Schriftstellerin († 1955)
- 14. Mai: Friedrich Karl Kleine, deutscher Mikrobiologe und Pharmakologe († 1951)
- 14. Mai: William Hale Thompson, US-amerikanischer Politiker († 1944)
- 18. Mai: Rupprecht von Bayern, bayerischer Kronprinz und Generalfeldmarschall († 1955)
- 18. Mai: Henry H. Schwartz, US-amerikanischer Politiker († 1955)
- 19. Mai: Karl Adolph, österreichischer Schriftsteller († 1931)
- 20. Mai: Joshua Pim, englischer Tennisspieler († 1942)
- 20. Mai: Otto Henkell, deutscher Unternehmer, Inhaber der Sektfirma Henkell & Co († 1929)
- 21. Mai: Susanne Granitsch, österreichische Malerin († 1946)
- 22. Mai: Otto Gussmann, deutscher Maler, Professor der Ornamentik und der architekturbezogenen Malerei und Designer († 1926)
- 24. Mai: Ivan Aguéli, schwedischer Wandersufi, Maler und Autor († 1917)
- 28. Mai: Hermann Jansen, deutscher Architekt und Stadtplaner († 1945)
- 29. Mai: Ulrich von Brockdorff-Rantzau, 1. Außenminister der Weimarer Republik († 1928)
- 31. Mai: Walter Folger Brown, US-amerikanischer Politiker († 1961)
- 31. Mai: Josef Mesk, österreichischer Altphilologe († 1946)

### Juni
- 01. Juni: Richard Wünsch, deutscher Altphilologe und Religionswissenschaftler († 1915)
- 05. Juni: Hans Aull, deutscher Richter († 1948)
- 06. Juni: Siegfried Wagner, deutscher Komponist († 1930)
- 07. Juni: Heinrich Ströbel, deutscher Publizist und Politiker († 1944)
- 09. Juni: William Hawley Atwell, US-amerikanischer Jurist († 1961)
- 09. Juni: Theodor Heller, österreichischer Heilpädagoge († 1938)
- 09. Juni: Johannes Schmidt-Wodder, dänischer Theologe († 1959)
- 10. Juni: Paul Schultze-Naumburg, deutscher Architekt und Kunsttheoretiker († 1949)
- 16. Juni: George Waring Stebbins, US-amerikanischer Organist und Komponist († 1930)
- 17. Juni: Dorothea Arnd al Raschid, deutsche Porträtmalerin († 1945)
- 17. Juni: Fabian Ware, britischer Generalmajor († 1949)
- 18. Juni: Yahya Muhammad Hamid ad-Din, Imam und König von Jemen († 1948)
- 18. Juni: Leo Putz, deutsch-italienischer Maler († 1940)
- 19. Juni: Christopher Addison, britischer Arzt und Politiker († 1951)
- 24. Juni: Georg von Griechenland, Sohn des griechischen Königs Georg I. († 1957)
- 25. Juni: Heinrich Lüders, deutscher Orientalist und Indologe († 1943)
- 25. Juni: Alfred Wilm, deutscher Chemiker und Metallurg († 1937)
- 26. Juni: Martin Andersen Nexø, dänischer Schriftsteller († 1954)
- 27. Juni: Emma Goldman, US-amerikanische Anarchistin und Friedensaktivistin († 1940)

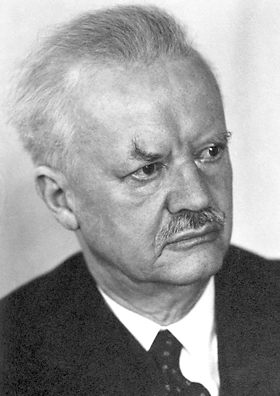
Hans Spemann (vor 1935)

- 27. Juni: Hans Spemann, deutscher Biologe († 1941)
- 30. Juni: Kurt Sethe, deutscher Ägyptologe († 1934)
- 30. Juni: Rudolf Rittner, deutscher Schauspieler († 1943)

### Juli
- 02. Juli: Liane de Pougy, französische Ballett-Tänzerin und Schriftstellerin († 1950)
- 02. Juli: Hjalmar Söderberg, schwedischer Schriftsteller († 1941)
- 03. Juli: Marguerite Bodin, französische Lehrerin und Feministin († 1940)
- 03. Juli: Thomas G. Burch, US-amerikanischer Politiker († 1951)
- 04. Juli: Julius Gehl, deutscher Gewerkschafter und Politiker (SPD) († 1939)
- 07. Juli: Hans Abt, Schweizer Jurist, Politiker und Heimatforscher († 1939)
- 07. Juli: Alois Anderle, österreichischer Schwimmer († 1929)
- 07. Juli: Grosvenor Atterbury, US-amerikanischer Architekt, Stadtplaner und Schriftsteller († 1956)
- 10. Juli: Kálmán Kandó, ungarischer Ingenieur, Erfinder und Eisenbahnpionier († 1931)
- 18. Juli: Émilienne d’Alençon, französische Tänzerin und Schauspielerin († 1946)
- 18. Juli: Walter Gottfried von Auwers, deutscher Jurist und Politiker († 1940)
- 23. Juli: Hans Blau, Schweizer Beamter († 1939)
- 23. Juli: Hans Schenkel, Schweizer Physiker, Hochschullehrer und Politiker († 1926)
- 24. Juli: Julius Dorpmüller, Generaldirektor der deutschen Reichsbahn und Reichsverkehrsminister († 1945)
- 25. Juli: Platon Kulbusch, russisch-orthodoxer Bischof von Riga und Märtyrer († 1919)
- 25. Juli: Henryk Melcer-Szczawiński, polnischer Pianist, Dirigent, Komponist und Musikpädagoge († 1928)
- 25. Juli: Carl Miele, deutscher Konstrukteur und Industrieller († 1938)

### August
- 13. August: Tony Garnier, französischer Architekt und Städtebauer († 1948)
- 14. August: Armas Järnefelt, finnischer Komponist († 1958)
- 14. August: Ludwig Kessing, deutscher Arbeiterdichter († 1940)
- 18. August: Ernst Graf zu Reventlow, deutscher Marineoffizier, Schriftsteller und Politiker († 1943)
- 19. August: Waldemar Titzenthaler, deutscher Fotograf († 1937)
- 19. August: Isidro Gomá y Tomás, spanischer Geistlicher, Erzbischof von Toledo und Kardinal († 1940)
- 20. August: Franz Bölsche, deutscher Musiker und Komponist († 1935)
- 22. August: Arthur Holitscher, ungarischer Schriftsteller († 1941)
- 23. August: William Richardson, US-amerikanischer Sänger (Todesjahr unbekannt)
- 23. August: James Rolph, US-amerikanischer Politiker († 1934)
- 26. August: Joachim von Amsberg, deutscher General († 1945)
- 27. August: Karl Haushofer, deutscher Militär und Geopolitiker († 1946)
- 29. August: Alberto Valenzuela Llanos, chilenischer Maler († 1925)
- 30. August: Georg Graf von Arco, deutscher Physiker († 1940)
- 30. August: Luther E. Hall, US-amerikanischer Politiker († 1921)
- 30. August: Henry F. Hollis, US-amerikanischer Politiker († 1949)
- 31. August: Anthony Ashley-Cooper, britischer Adeliger († 1961)

### September
- 03. September: Helene Funke, deutsche Malerin († 1957)
- 03. September: Charles Follot, französischer Unternehmer und Automobilrennfahrer († 1933)
- 03. September: Fritz Pregl, österreichischer Chemiker († 1930)
- 04. September: Karl Seitz, österreichischer Staatspräsident († 1950)
- 04. September: Johannes Philippus Suijling, niederländischer Rechtswissenschaftler († 1962)
- 06. September: Felix Salten, österreichischer Schriftsteller († 1945)
- 08. September: Johann Eustacchio, österreichischer Architekt († 1909)
- 12. September: Adolf Ott, deutscher Priester und Offizial († 1926)
- 15. September: Fritz Overbeck, deutscher Maler († 1909)
- 17. September: Christian Lous Lange, norwegischer Politiker, Friedensnobelpreisträger († 1938)
- 17. September: Karl Wolfskehl, deutscher Schriftsteller und Übersetzer († 1948)
- 18. September: Franz-Joseph Ahles, deutscher Dichter († 1939)
- 18. September: John Graham Kerr, englischer Embryologe († 1957)
- 19. September: Karl Heldmann, deutscher Historiker († 1943)
- 20. September: Georg Wille, deutscher Cellist und Pädagoge († 1958)
- 21. September: Carlo Airoldi, italienischer Marathonläufer († 1929)
- 21. September: Philip Walhouse Chetwode, 1. Baron Chetwode, britischer General und Kavallerieoffizier († 1950)
- 21. September: Alwin Vater, deutscher Bahnradsportler und Eisschnellläufer († 1918)
- 23. September: Otfrid von Hanstein, deutscher Schriftsteller († 1959)
- 25. September: Rudolf Otto, deutscher evangelischer Theologe und Religionswissenschaftler († 1937)
- 28. September: Robert Reininger, österreichischer Philosoph († 1955)
- 29. September: Bertram Armytage, australischer Kavallerieoffizier und Polarforscher († 1910)
- 29. September: Edward Theodore England, US-amerikanischer Politiker († 1934)
- 29. September: Miguel Lerdo de Tejada, mexikanischer Komponist († 1941)

### Oktober
- 01. Oktober: Johann Paul Arnold, deutscher Aquarianer († 1952)

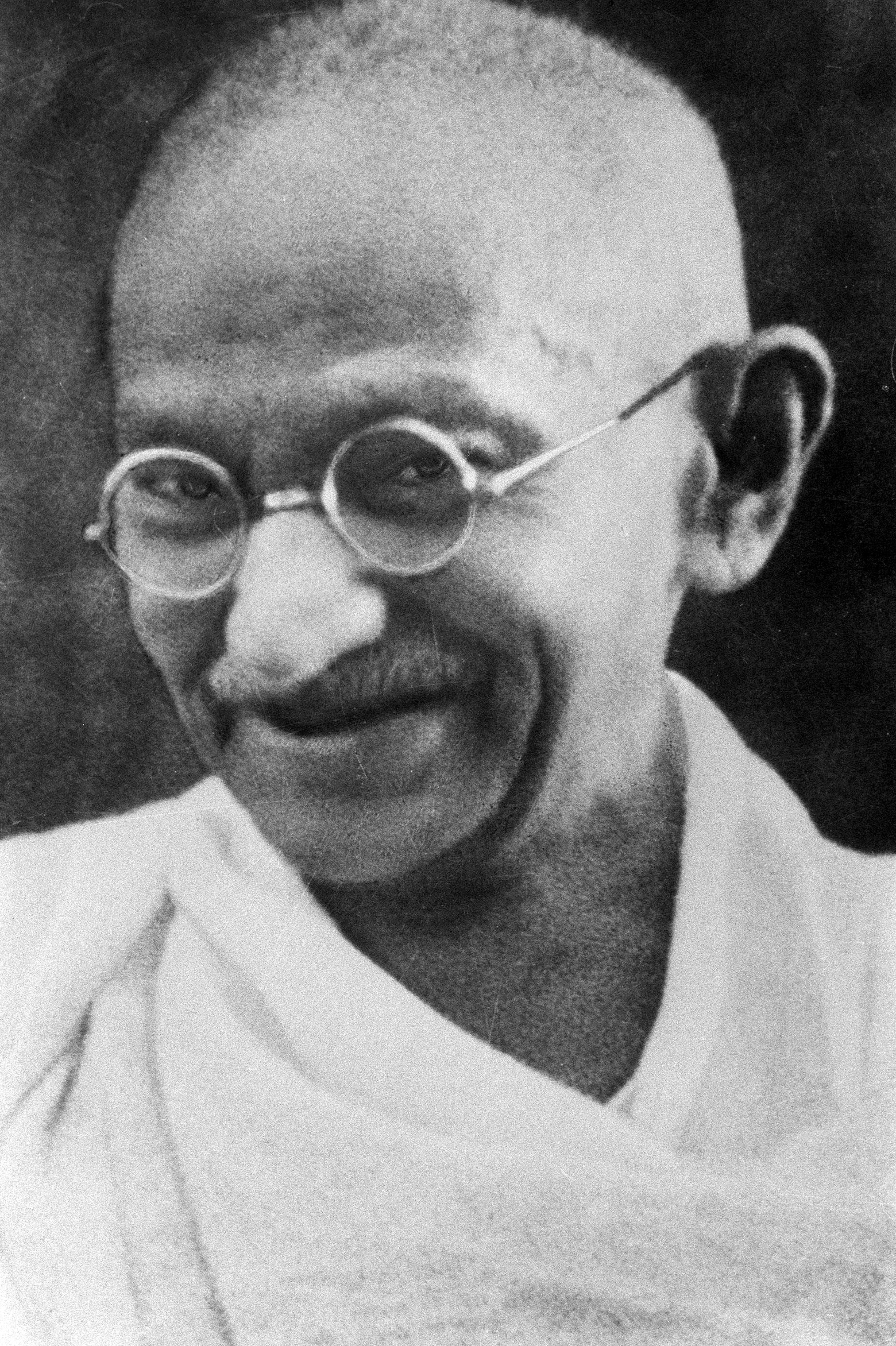
Mahatma Gandhi, 1930er

- 02. Oktober: Mohandas Karamchand Gandhi, indischer Rechtsanwalt, Widerstandskämpfer, Revolutionär, Publizist, Morallehrer, Asket und Pazifist; geistiger Führer der indischen Unabhängigkeitsbewegung († 1948)
- 03. Oktober: Alfred Flatow, deutscher Turner und Olympiasieger († 1942)
- 03. Oktober: Robert Kraft, deutscher Schriftsteller († 1916)
- 04. Oktober: Iwan Rerberg, russischer Architekt († 1932)
- 07. Oktober: Wilhelm Kroll, deutscher Altphilologe († 1939)
- 08. Oktober: Cecil Hamilton Armitage, britischer Gouverneur († 1933)
- 08. Oktober: Christopher Rawdon Briggs, englischer Geiger und Musikpädagoge († 1948)
- 11. Oktober: Edwin T. McKnight, US-amerikanischer Politiker († 1935)
- 12. Oktober: Kinoshita Naoe, japanischer Schriftsteller und Journalist († 1937)
- 14. Oktober: Alice Keppel, britische Mätresse († 1947)
- 15. Oktober: Alfred Andersen-Wingar, norwegischer Komponist († 1952)
- 15. Oktober: Francisco Largo Caballero, spanischer Politiker und Ministerpräsident († 1946)
- 20. Oktober: Karl Radinger von Radinghofen, österreichischer Altphilologe und Museumsfachmann († 1921)
- 21. Oktober: Stina Berg, schwedische Schauspielerin († 1930)
- 22. Oktober: Josef Ettlinger, deutscher Journalist und Literaturhistoriker († 1912)
- 22. Oktober: Oskar Hergt, deutscher Politiker († 1967)
- 22. Oktober: Otto Rippert, deutscher Theaterschauspieler und Filmregisseur († 1940)
- 23. Oktober: Robert Lauterborn, deutscher Hydrobiologe, Zoologe, Botaniker († 1952)
- 23. Oktober: Albert Roberval, kanadischer Sänger, Dirigent, Theaterleiter und Musikpädagoge († 1941)
- 24. Oktober: Otto Plasberg, deutscher Altphilologe († 1924)
- 26. Oktober: August Halm, deutscher Komponist († 1929)
- 26. Oktober: Washington Luís, brasilianischer Präsident († 1957)
- 27. Oktober: Janet Scudder, US-amerikanische Bildhauerin († 1940)
- 28. Oktober: Joseph Folk, US-amerikanischer Politiker († 1923)
- 28. Oktober: George Tallis, australischer Theaterunternehmer († 1948)
- 30. Oktober: Edmund Dalbor, polnischer Geistlicher, Erzbischof von Gnesen und Posen und Kardinal († 1926)
- 30. Oktober: Arthur Louis Day, US-amerikanischer Geophysiker († 1960)
- 30. Oktober: Joseph Fugger von Glött, deutscher Offizier und Kolonialbeamter († 1903)
- 30. Oktober: Nicolae Paulescu, rumänischer Physiologe und Entdecker des Insulins († 1931)
- 30. Oktober: Huntley N. Spaulding, US-amerikanischer Politiker († 1955)
- 31. Oktober: William A. Moffett, US-amerikanischer Admiral († 1933)

### November
- 04. November: Fritz Schumacher, deutscher Architekt und Stadtplaner († 1947)
- 06. November: Frederick Gardner, US-amerikanischer Politiker († 1933)
- 08. November: Joseph Franklin Rutherford, US-amerikanischer Jurist und Präsident der Watch Tower Bible And Tract Society of Pennsylvania († 1942)
- 09. November: Andrei Wiktorowitsch Anochin, russischer Ethnograph, Musikwissenschaftler und Komponist († 1931)
- 10. November: Josefine von Artner, österreichisch-deutsche Opernsängerin und Gesangspädagogin († 1932)
- 10. November: Gaetano Bresci, Attentäter auf den italienischen König Umberto I. († 1901)

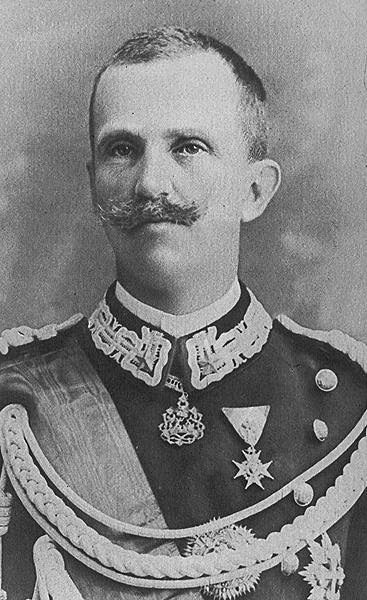
Viktor Emanuel III., um 1905

- 11. November: Viktor Emanuel III., König von Italien und Kaiser von Äthiopien († 1947)
- 12. November: Wilhelm Buck, deutscher Politiker († 1945)
- 12. November: Jean Majola, französischer Unternehmer und Automobilrennfahrer († 1951)
- 13. November: Franz Gleitze, deutscher Heimatdichter († 1958)
- 13. November: August Heisenberg, deutscher Byzantinist († 1930)
- 13. November: Helene Stöcker, deutsche Frauenrechtlerin, Sexualreformerin, Pazifistin und Publizistin († 1943)
- 15. November: Rodolfo Chiari, Premierminister und Staatspräsident von Panama († 1937)
- 15. November: Harry B. Hawes, US-amerikanischer Politiker († 1947)
- 21. November: William H. Murray, US-amerikanischer Politiker († 1956)

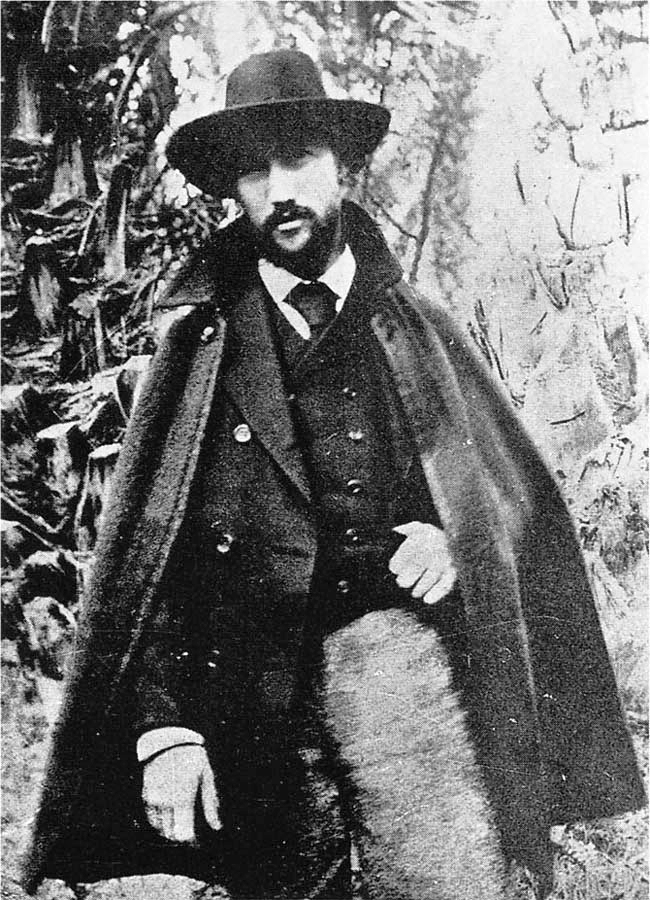
André Gide, 1893

- 22. November: André Gide, französischer Schriftsteller († 1951)
- 22. November: Augusta Gillabert, Gründerin der ersten Bäuerinnengenossenschaft der Schweiz († 1940)
- 23. November: Valdemar Poulsen, dänischer Physiker und Ingenieur († 1942)
- 24. November: António Óscar de Fragoso Carmona, Präsident von Portugal († 1951)
- 25. November: Herbert Greenfield, kanadischer Politiker († 1949)
- 25. November: Alfred Grotjahn, Begründer der Sozialhygiene in Deutschland († 1931)
- 26. November: Maud von Sachsen-Coburg und Gotha, Prinzessin von Großbritannien und Irland sowie Königin von Norwegen († 1938)
- 26. November: Louis Perriraz, Schweizer evangelischer Geistlicher und Hochschullehrer († 1961)
- 29. November: Ivor Atkins, walisischer Organist, Chorleiter und Komponist († 1953)
- 29. November: Émile Danco, belgischer Artillerieoffizier und Antarktisforscher († 1898)
- 30. November: Gustaf Dalén, schwedischer Physiker und Nobelpreisträger († 1937)
- 30. November: James Hamilton, britischer Adliger und Politiker († 1953)

### Dezember
- 01. Dezember: Vladimir R. Đorđević, serbischer Musikwissenschaftler und -ethnologe († 1938)
- 02. Dezember: Johann Jacob Haßlacher, deutscher Politiker und Reichstagsabgeordneter († 1940)
- 02. Dezember: Willy Pöge, deutscher Unternehmer, Pferde-, Rad- und Motorsportler († 1914)
- 03. Dezember: Anne Brigman, amerikanische Kunstfotografin, Lyrikerin und eines der ersten Mitglieder der Photo-Secession († 1950)
- 04. Dezember: Otto Landsberg, deutscher Jurist und Politiker († 1957)
- 06. Dezember: Rudolf Herzog, deutscher Journalist und Schriftsteller († 1943)
- 06. Dezember: Otto Nordenskjöld, schwedischer Geologe und Polarforscher († 1928)
- 09. Dezember: Gerrit Smith Miller, US-amerikanischer Zoologe († 1956)
- 12. Dezember: Clara Mannes, deutsch-amerikanische Pianistin und Musikpädagogin († 1948)
- 13. Dezember: Oliver Henry Shoup, US-amerikanischer Politiker († 1940)
- 16. Dezember: Otto Greiner, deutscher Maler und Graphiker († 1916)
- 18. Dezember: Karl Dieterich, deutscher Sprachwissenschaftler und Literaturhistoriker († 1935)
- 18. Dezember: Richard Ungewitter, deutscher Vorkämpfer und Organisator der FKK-Bewegung († 1958)
- 21. Dezember: Hedwig Blesi, Schweizer Erzieherin und Mundartschriftstellerin († 1923)
- 22. Dezember: Edwin Arlington Robinson, US-amerikanischer Dichter († 1935)
- 23. Dezember: Hugh Allen, britischer Dirigent, Organist und Musikpädagoge († 1946)
- 23. Dezember: James Benjamin Aswell, US-amerikanischer Politiker († 1931)
- 24. Dezember: Adam von Au, deutscher Pädagoge und Politiker († 1942)
- 25. Dezember: Karl von Collas, ungarischer Unter-Staatssekretär († 1940)
- 27. Dezember: Alwin Mittasch, deutscher Chemiker und Philosoph († 1953)
- 28. Dezember: Amiel-François Bessière, französischer Geistlicher und römisch-katholischer Bischof von Constantine-Hippone († 1923)
- 29. Dezember: Hedwig Bleuler-Waser, Schweizer Temperenzlerin († 1940)
- 30. Dezember: Friedrich von Erckert, deutscher Kolonialoffizier († 1908)

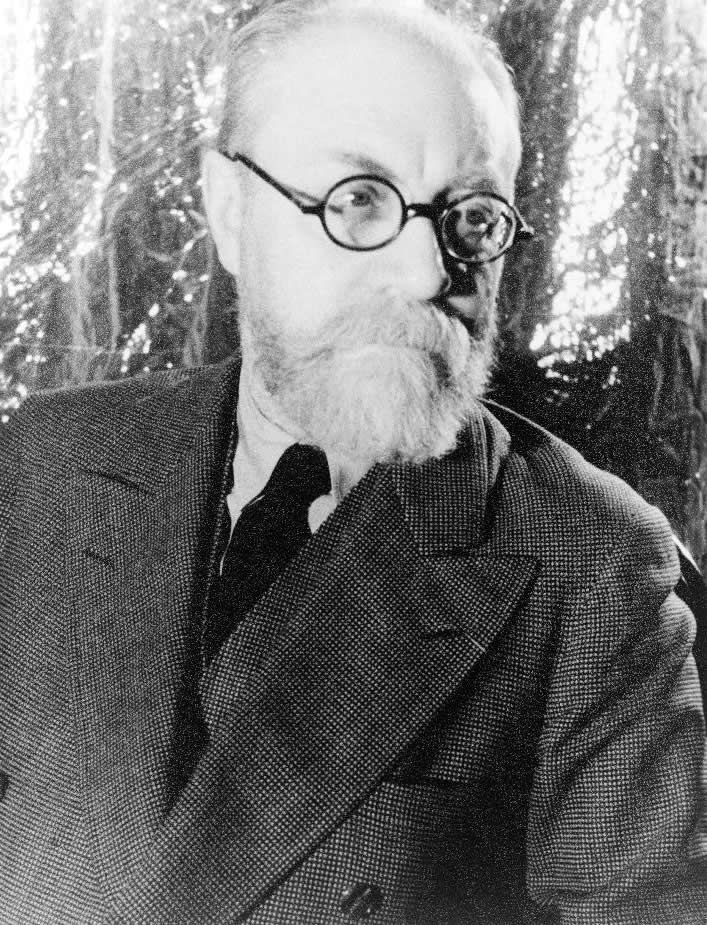
Henri Matisse, 1933

- 31. Dezember: Henri Matisse, französischer Maler († 1954)

### Genaues Geburtsdatum unbekannt
- Ahmed-bey Aghayev, aserbaidschanisch-türkischer Publizist, Journalist und Abgeordneter († 1939)
- Arturo Ambrosio, italienischer Produzent und Regisseur († 1960)
- Amy Archer-Gilligan, US-amerikanische Mörderin († 1962)
- Jewno Fischelewitsch Asef, russischer Terrorist und Polizeispitzel († 1918)
- Amos Bad Heart Bull, indianischer Maler und Historiker der Oglala-Lakota-Sioux († 1913)
- David Krein, russischer Geiger († 1926)
- Edward Kreiser, US-amerikanischer Organist und Komponist († 1916)

## Gestorben

### Januar bis März
- 01. Januar: Martin W. Bates, US-amerikanischer Politiker (* 1786)
- 04. Januar: Emanuel Arnold, böhmischer Politiker (* 1800)
- 14. Januar: Moritz Ludwig Frankenheim, deutscher Kristallograph, Physiker und Geograph (* 1801)
- 17. Januar: Émile Bienaimé, französischer Komponist (* 1802)
- 17. Januar: Alexander Dargomyschski, russischer Komponist (* 1813)

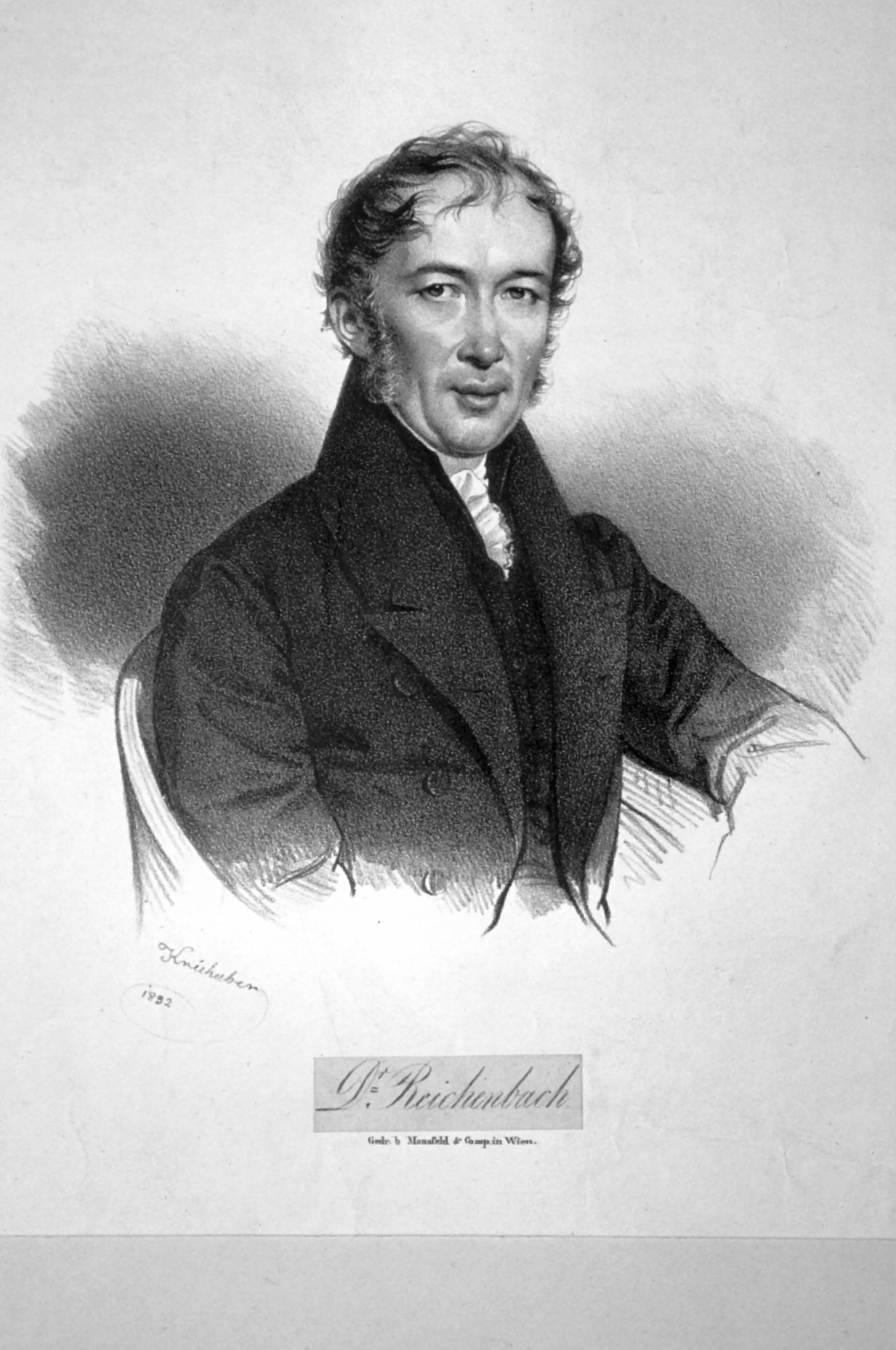
Karl von Reichenbach, 1832

- 19. Januar: Karl von Reichenbach, deutscher Industrieller, Chemiker, Naturforscher und Philosoph (* 1788)
- 20. Januar: Karl Wilhelm Göttling, deutscher Altphilologe (* 1793)
- 30. Januar: Franz Julius Anders, deutscher Stenograf (* 1816)
- 22. Januar: Leopold Ferdinand Elie Victor Albert Marie, Prinz von Belgien (* 1859)
- 03. Februar: Heinrich Ritter, deutscher Philosoph (* 1791)
- 12. Februar: Hans Adolf Karl von Bülow, preußischer Staatsminister (* 1807)
- 12. Februar: Mehmed Fuad Pascha, Großwesir des Osmanischen Reiches (* 1815)
- 14. Februar: Johann Ludwig Wilhelm Beck, deutscher Jurist (* 1786)
- 21. Februar: Christian Kehrer, deutscher Maler (* 1775)
- 22. Februar: Wilhelm Floto, deutscher Komödiendichter (* 1812)
- 24. Februar: Samuel Dinsmoor junior, US-amerikanischer Politiker (* 1799)
- 26. Februar: Emil André, deutscher Forstmann (* 1790)
- 26. Februar: Asaf Jah V., Fürst von Hyderabad (* 1827)
- 28. Februar: Alphonse de Lamartine, französischer Dichter, Schriftsteller und Politiker (* 1790)
- 03. März: James Guthrie, US-amerikanischer Politiker (* 1792)
- 08. März: Hector Berlioz, französischer Komponist (* 1803)
- 08. März: August Schellenberg, deutscher Buchhändler, Verleger und Herausgeber (* 1814)
- 10. März: Wyman Bradbury Seavy Moor, US-amerikanischer Politiker (* 1811)
- 11. März: Wladimir Odojewski, russischer Schriftsteller und Komponist (* 1803)
- 12. März: Ernst Haberbier, deutscher Komponist, kaiserlich russischer Hofpianist (* 1813)
- 15. März: Lorenzo Quaglio II, deutscher Maler und Lithograf des deutschen Biedermeier (* 1793)
- 23. März: Albert Methfessel, deutscher Komponist und Dirigent (* 1785)
- 23. März: Anton Wilhelm von Zuccalmaglio, deutscher Heimatschriftsteller und Volksliedforscher (* 1803)
- 24. März: Antoine-Henri Jomini, Schweizer Militärtheoretiker und General (* 1779)
- 24. März: Eduard Wunder, deutscher Philologe und Pädagoge (* 1800)
- 28. März: Jules Joseph Gabriel de Lurieu, französischer Theaterdichter und Librettist (* 1792)
- 29. März: Heinrich von Wittgenstein, deutscher Unternehmer und Politiker (* 1797)

### April bis August
- 01. April: Alexander Dreyschock, böhmischer Klaviervirtuose und Komponist (* 1818)

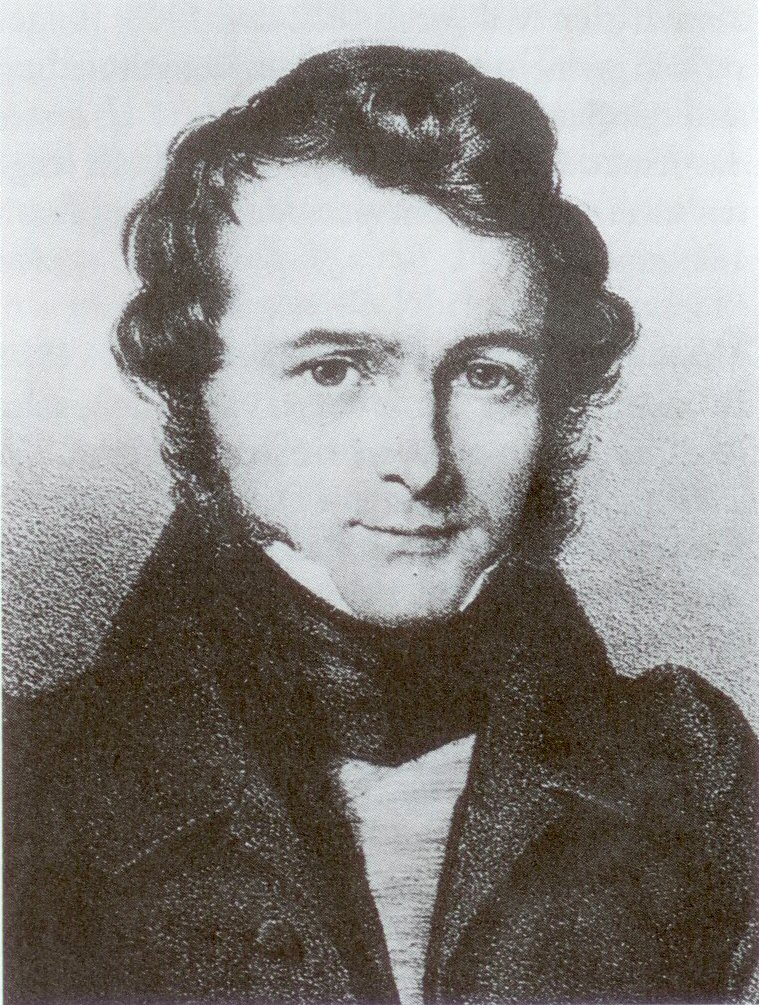
Hermann von Meyer

- 02. April: Hermann von Meyer, Begründer der Wirbeltierpaläontologie in Deutschland (* 1801)
- 13. April: Barbu Dimitrie Știrbei, Fürst der Walachei (* 1799)
- 15. April: Sampson Avard, britischer Theologe (* 1800)
- 15. April: August Wilhelm Bach, deutscher Komponist und Organist (* 1796)
- 15. April: Timothy C. Day, US-amerikanischer Politiker (* 1819)
- 20. April: Carl Loewe, deutscher Komponist (* 1796)
- 26. April: Franz Michael Felder, österreichischer Schriftsteller (* 1839)
- 02. Mai: Franz Xaver Bobleter, österreichischer Maler (* 1800)
- 02. Mai: Alexander Sergejewitsch Menschikow, russischer General, Admiral und Staatsmann (* 1787)
- 04. Mai: Heinrich Max Imhof, Schweizer Bildhauer (* 1795 oder 1798)
- 05. Mai: Samuel Arnold, US-amerikanischer Politiker (* 1806)
- 14. Mai: Victor Langlois, französischer Orientalist (* 1829)
- 23. Mai: Alexander O. Anderson, US-amerikanischer Politiker (* 1794)
- 28. Mai: Ernst Wilhelm Hengstenberg, deutscher protestantischer Theologe (* 1802)
- 15. Juni: Joseph Schlotthauer, deutscher Historienmaler (* 1789)
- 21. Juni: Gottlieb Theodor Becker, deutscher Pädagoge (* 1812)
- 28. Juni: Thomas R. Ross, US-amerikanischer Politiker (* 1788)
- 01. Juli: Annette von Menz, Bozener Bürgerin (* 1796)
- 07. Juli: Paul Botten-Hansen, norwegischer Literaturkritiker und Bibliothekar (* 1824)
- 10. Juli: Alois Auer Ritter von Welsbach, österreichischer Drucker, Erfinder und Illustrator (* 1813)
- 13. Juli: Henry de Labouchère, 1. Baron Taunton, britischer Staatsmann (* 1798)
- 14. Juli: Adolphe Claire Le Carpentier, französischer Musikpädagoge und Komponist (* 1809)
- 16. Juli: Herman Eberhard Freytag, niederländischer Orgelbauer (* 1796)
- 18. Juli: Laurent Clerc, historische Figur für die Gehörlosen der USA (* 1785)
- 19. Juli: Victor Aimé Huber, deutscher Sozialreformer, Reiseschriftsteller und Literaturhistoriker (* 1800)
- 22. Juli: John Augustus Roebling, deutsch-US-amerikanischer Ingenieur (* 1806)
- 23. Juli: Henry Crapo, US-amerikanischer Politiker (* 1804)
- 24. Juli: Otto Philipp Braun, aus Kassel stammender bolivianischer Kriegsminister (* 1798)
- 28. Juli: Carl Gustav Carus, deutscher Naturwissenschaftler und Maler (* 1789)
- 000Juli: Badi’, persischer Märtyrer des Bahaismus (* 1852)
- 01. August: Alexine Tinne, niederländische Afrikaforscherin (* 1835)
- 06. August: David J. Baker, US-amerikanischer Jurist und Politiker (* 1792)
- 07. August: Gustav Rée, deutscher Politiker (* 1810)
- 14. August: Adolphe Niel, französischer General, Marschall von Frankreich (* 1802)
- 17. August: Jules André, französischer Landschaftsmaler (* 1807)
- 21. August: Salvatore Patti, italienischer Operntenor (* 1800)
- 31. August: Mary Ward, irische Wissenschaftlerin, gilt als erste Verkehrstote der Geschichte des Kraftfahrzeugverkehrs (* 1827)

### September bis Dezember
- 08. September: William P. Fessenden, US-amerikanischer Politiker (* 1806)
- 09. September: Otto Jahn, deutscher Altphilologe, Archäologe und Musikwissenschaftler (* 1813)
- 11. September: Thomas Graham, britischer Chemiker (* 1805)
- 12. September: Peter Mark Roget, englischer Arzt und Lexikograph (* 1779)
- 20. September: James DuPasquier, Schweizer evangelischer Geistlicher (* 1794)
- 20. September: Pepita Tudó, Geliebte Manuel de Godoys, des ersten Minister unter Karl IV. von Spanien (* 1779)
- 29. September: Johann Karl Ulrich Bähr, deutscher Maler und Schriftsteller (* 1801)
- 29. September: James P. T. Carter, US-amerikanischer Politiker (* 1822)

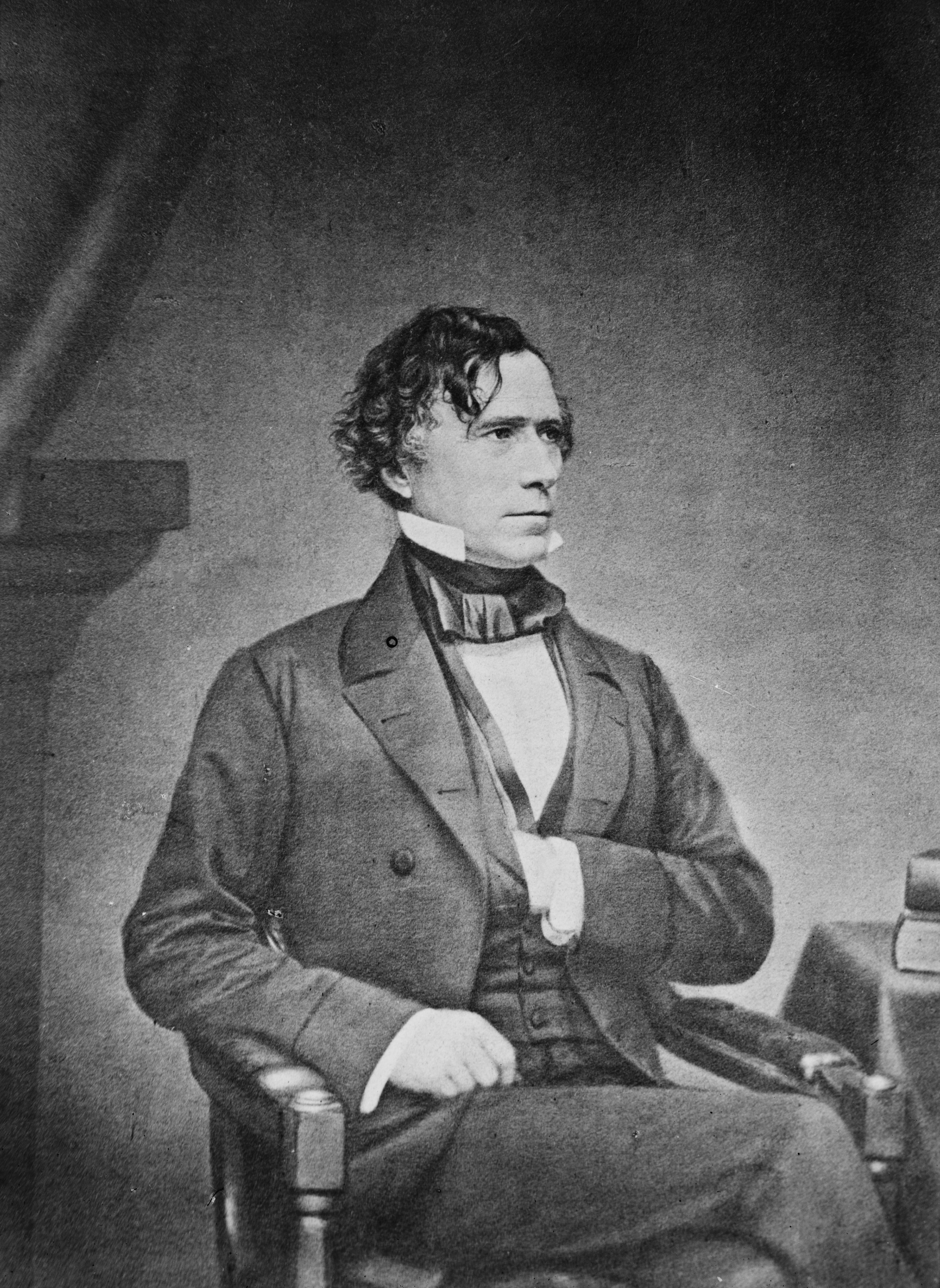
Franklin Pierce

- 08. Oktober: Franklin Pierce, US-amerikanischer Politiker, 14. Präsident der USA (* 1804)
- 12. Oktober: Pjotr Fjodorowitsch Anjou, russischer Polarforscher und Admiral (* 1796)
- 15. Oktober: Charles Nicolas Aubé, französischer Arzt und Entomologe (* 1802)
- 18. Oktober: Simon Jenko, slowenischer Dichter (* 1835)
- 23. Oktober: Edward Geoffrey Smith Stanley, 14. Earl of Derby, britischer Premierminister (* 1799)
- 24. Oktober: Ludwig August Busso Konstantin von der Asseburg, preußischer Hofjägermeister (* 1796)
- 30. Oktober: Leopold Knebelsberger, österreichischer Komponist (* 1814)
- 03. November: Niklaus Kaiser, Schweizer Förster und Politiker (* 1806)
- 04. November: Friedrich Wilhelm Buttel, deutscher Hofbaumeister (* 1796)
- 09. November: Thomas Pratt, US-amerikanischer Politiker (* 1804)
- 12. November: Amos Kendall, US-amerikanischer Politiker (* 1789)
- 12. November: Friedrich Overbeck, deutscher Maler, Zeichner und Illustrator (* 1789)
- 19. November: Doris Esselbach, deutsche Gastronomin (* 1808)
- 21. November: Benjamin Fitzpatrick, US-amerikanischer Politiker (* 1802)
- 22. November: Carl Ferdinand Langhans, deutscher Architekt (* 1782)
- 24. November: Anton Westermann, deutscher Klassischer Philologe (* 1806)
- 25. November: Friedrich Adolph Roemer, deutscher Geologe, Botaniker und Jurist (* 1809)
- 26. November: Albert, Fürst von Schwarzburg-Rudolstadt (* 1798)

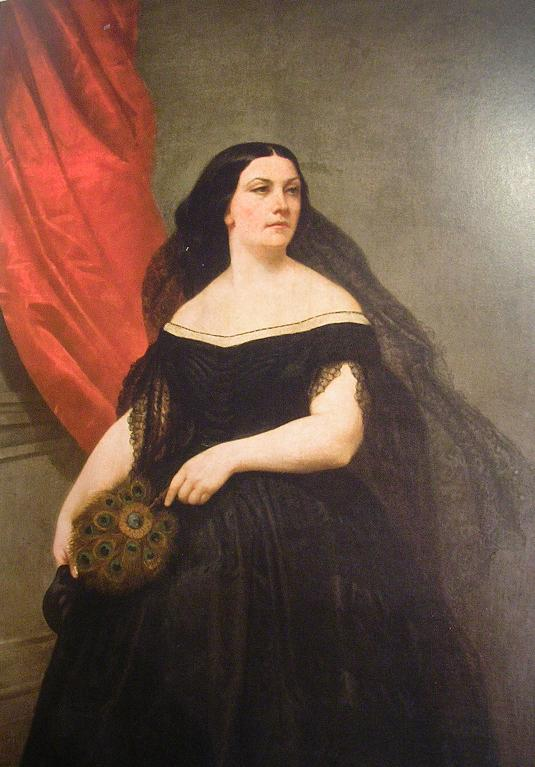
Giulia Grisi
(als Donna Anna)

- 29. November: Giulia Grisi, italienische Opernsängerin (* 1811)
- 30. November: Wilhelm Steigerwald, deutscher Industrieller (* 1804)
- 01. Dezember: Eduard Vieweg, deutscher Verleger (* 1797)
- 06. Dezember: Maria Karolina Augusta von Neapel-Sizilien, Prinzessin von Bourbon und Neapel-Sizilien (* 1822)
- 14. Dezember: Pietro Tenerani, italienischer Bildhauer (* 1789)
- 16. Dezember: Alexander Sussmann Adler, deutscher Theologe und Politiker (* 1816)
- 17. Dezember: Christoph Eberhard Finckh, deutscher Altphilologe (* 1802)
- 18. Dezember: Johann Martin Honigberger, österreich-ungarischer Apotheker und Orientforscher (* 1795)
- 18. Dezember: Louis Moreau Gottschalk, US-amerikanischer Pianist und Komponist (* 1829)
- 19. Dezember: Eugène Mage, französischer Marineoffizier und Afrikareisender (* 1837)
- 21. Dezember: Wilhelm Wackernagel, deutscher Schriftsteller und Germanist (* 1806)
- 23. Dezember: Julian Fontana, polnischer Pianist und Komponist (* 1810)
- 24. Dezember: Edwin M. Stanton, US-amerikanischer Politiker und Kriegsminister (* 1814)
- 25. Dezember: Hermann Heinrich Grafe, deutscher Gründer der Freien evangelischen Gemeinden und Kirchenliederdichter (* 1818)
- 26. Dezember: Jean Léonard Marie Poiseuille, französischer Mediziner und Physiker (* 1797)
- 29. Dezember: Victor Ruffy, Schweizer Politiker (* 1823)
- 31. Dezember: Louis Lefébure-Wély, französischer Organist, Komponist (* 1817)
- 000Dezember: Apostol Arsache, rumänischer Mediziner, Ökonom und Politiker (* 1789)

### Genaues Todesdatum unbekannt
- Joseph Anders, österreichischer Offizier (* 1795)